# Real Madrid Club de Fútbol
Ne doit pas être confondu avec l'Atlético de Madrid, un autre club de football basé à Madrid.
Pour les articles homonymes, voir Real Madrid.
Cet article concerne la section football du Real Madrid Club de Football. Pour la section basket-ball, voir Real Madrid (basket-ball). Pour le club omnisports, voir Real Madrid (club omnisports).
Maillots
Actualités
Le Real Madrid Club de Fútbol, couramment appelé Real Madrid, est un club professionnel espagnol de football, situé à Madrid. Vainqueur de très nombreux titres nationaux et internationaux, il a reçu de la Fédération internationale de football association (FIFA) le titre honorifique de plus grand club du XXe siècle.
Fondé en 1902 par Julián Palacios et les frères Juan et Carlos Padrós, le Madrid Football Club se voit adjoindre en 1920 le titre Real (signifiant « royal » en espagnol) par le roi Alphonse XIII et son nom est hispanisé en 1941 pour devenir Real Madrid Club de Fútbol. Le Real Madrid s'impose au sommet du football européen au milieu des années 1950, sous la présidence de Santiago Bernabéu, en remportant notamment les cinq premières éditions de la Coupe d'Europe des clubs champions.
Dans les années 1980, le club possède à nouveau l'une des meilleures équipes d'Europe, surnommée La Quinta del Buitre (« la bande du vautour »), qui remporte notamment deux fois consécutivement la Coupe de l'UEFA. Le Real Madrid renoue au début des années 2000 avec sa politique de recruter les meilleurs joueurs du monde, ce qui vaut à son équipe le surnom de « Galactiques ». À l'issue de la saison 2024, le club compte notamment à son palmarès 36 titres de champion d'Espagne, 15 victoires en Ligue des champions et 5 sacres en Coupe du monde des clubs, trois records en la matière.
À domicile, le club évolue habituellement tout en blanc, ce qui lui vaut le surnom de Los Blancos (« les blancs »). Le club évolue depuis 1947 au Stade Santiago Bernabéu, situé dans le centre de Madrid, dont la capacité est de 84 744 places depuis sa dernière rénovation en 2023. Le Real Madrid entretient des rivalités de longue date avec certains clubs, notamment le FC Barcelone (la confrontation entre les deux clubs, surnommée El Clásico, est l'une des plus célèbres de l'histoire du football) et avec l'autre grand club de la capitale espagnole l'Atlético de Madrid dans le derby madrilène.
Contrairement à la plupart des clubs européens, le Real Madrid est la propriété collective de ses « socios » (ses sociétaires), qui le gèrent depuis sa création. Pourtant, le club est celui qui génère le plus de revenus au monde.

## Histoire

### 1897-1928: Les débuts
En 1897, un groupe de jeunes de l'Institución Libre de Enseñanza, issus majoritairement des universités d'Oxford et de Cambridge, fonde le premier club exclusif de football de Madrid, le (Societè) Sky Football. Trois ans plus tard, des divergences dans le club ont donné lieu à une défection d'où le club est né et a adopté le nom de Madrid Foot-Ball Club en 1901. Ensuite le Sky Football se rebaptisé New Foot-Ball Club.

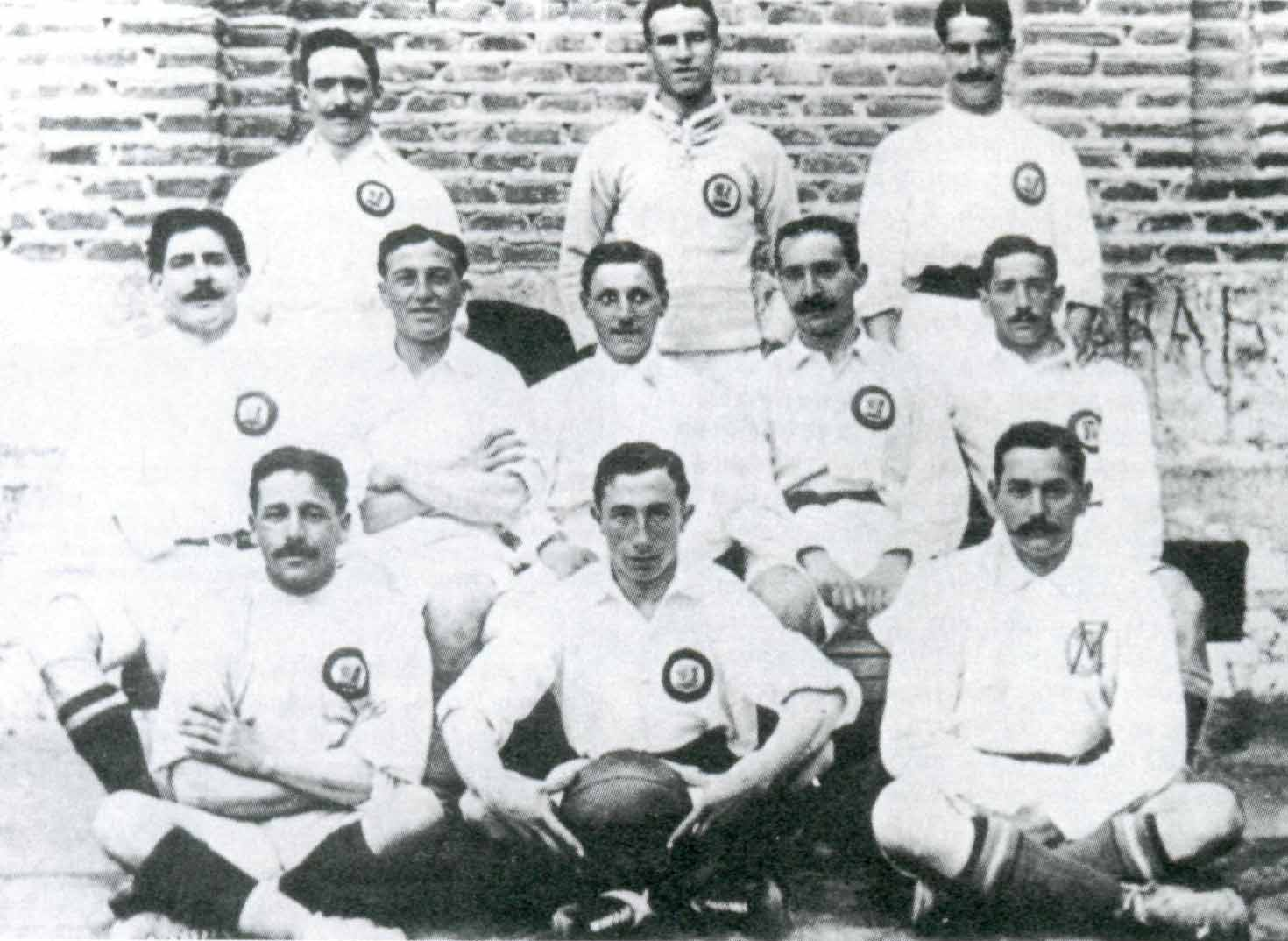
Le Madrid Football Club en 1905-1906.

La création est officialisée le 6 mars 1902,. Lors de la première réunion, Juan Padrós est élu président et le club adopte une tenue blanche. La même année, Carlos Padrós, frère du président du Madrid FC et lui-même futur président du club, parvient à organiser à l'occasion du couronnement d'Alphonse XIII le premier tournoi national, appelé Concours Madrid de Foot-Ball Association. Devant son succès populaire, le roi accepte de prolonger le principe du tournoi, rebaptisé Copa del Rey (appelée en français « Coupe du Roi », ou « Coupe d'Espagne »).

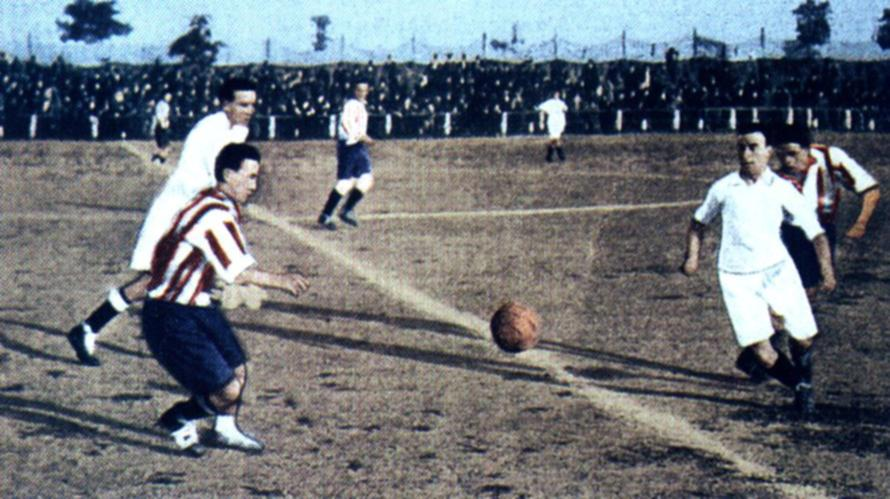
Derby madrilène en 1920.

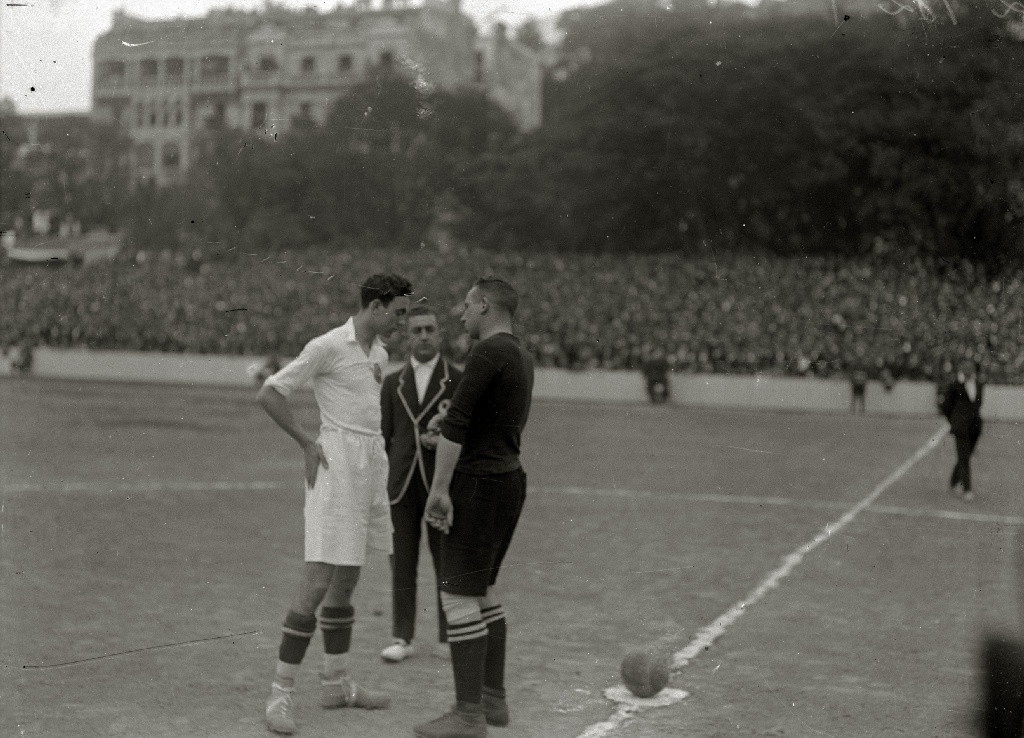
Finale de la Coupe du Roi 1924.

En 1903, le club fonde avec d'autres la Federación Madrileña de Foot-Ball chargé d'organiser tous les ans un Campeonato de Madrid (es) en français : « Championnat de Madrid », dont le vainqueur est qualifié pour la Copa del Rey. Après le départ de plusieurs de ses joueurs à l'Atlético de Madrid, le Madrid FC absorbe le Moderno Football Club (es) (vainqueur du premier championnat régional en 1903), ce qui vaut d'être brièvement rebaptisé Madrid Moderno FC. L'équipe connaît une période de grand succès entre 1905 et 1908 en remportant toutes les éditions du Championnat de Madrid et de la Coupe du Roi, où elle bat en finale l'Athletic Bilbao (ou Club Vizcaya), par trois fois, puis le Vigo Sporting.
Les dirigeants du club, devenu incontournable, participent logiquement à la création de la première fédération espagnole de football en 1909. Sur le terrain l'équipe connaît encore le succès en remportant le championnat de Madrid en 1910, 1913, 1916, 1917, 1918 et 1920, et la Coupe du Roi en 1917, face aux Basques de l'Arenas Club.

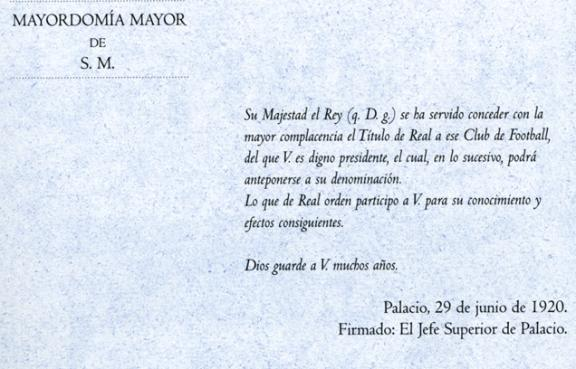
L'onction royale du 29 juin 1920 d'Alphonse XIII.

Le 29 juin 1920, par un décret d'Alphonse XIII, devenu grand amateur de football, le club reçoit le titre de « Real » (royal), comme l'avait obtenu à partir de 1908 plusieurs clubs de football, dont la Real Sociedad de Fútbol de San Sebastián, le Real Club Deportivo Español de Barcelona, le Real Vigo Sporting Club ou le Real Betis Foot-ball Club de Séville. De ce fait, il acquiert son nom actuel : Real Madrid Club de Fútbol,. Cependant ce changement de nom ne lui apporte pas le succès espéré, si ce n'est en championnat régional. Le Real Madrid atteint la finale de la Coupe du Roi en 1924 mais s'incline face au Real Unión de Irun (0-1).

### 1928-1943: Premiers titres enLigaet Guerre civile
L'idée d'un championnat national sur le modèle anglais apparaît en 1926. La fédération espagnole donne finalement son agrément le 23 novembre 1928 pour lancer une Primera División réunissant les dix meilleures équipes espagnoles, parmi lesquelles l'Athletic Bilbao, le FC Barcelone (respectivement vainqueurs de neuf et huit Coupes du Roi), l'Atlético de Madrid et le Real Madrid. La première édition a lieu au printemps 1929. Les Madrilènes dominent le championnat jusqu'à la dernière journée, où une défaite face à l'Athletic Bilbao offre le titre au FC Barcelone.

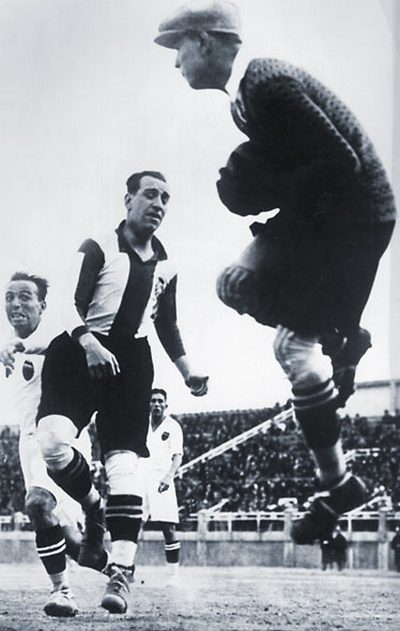
Le gardien de but Zamora.

L'abolition de la monarchie et l'instauration de la Seconde République en avril 1931 touche les symboles du club : il perd son titre de Real (redevenant le « Madrid Football Club ») et doit effacer la couronne, hommage à Alphonse XIII, de son blason. En 1931-1932, les Madrilènes remportent le championnat, la Liga, en restant invaincus. Puis ils conservent leur titre l'année suivante. Ces succès doivent beaucoup aux prouesses de leur gardien de but Ricardo Zamora. Recruté en 1930 pour une somme très importante, il est alors une icône du football espagnol des années 1920 et 1930, au point de donner en 1959 son nom au trophée du meilleur gardien du championnat. En 1934 et 1936, le club remporte deux fois la Copa del Presidente de la República, qui a remplacé la Copa del Rey. La finale de 1936 est aussi le dernier match de Zamora avec Madrid, alors que vient d'éclater la Guerre civile espagnole.
L'éclatement de la Guerre civile suspend les activités sportives dans le pays entre 1936 et 1939 (le club remporte en 1936 son 23e et dernier titre en championnat régional, renommé en 1931 Campeonato Regional Mancomunado). À la suite de la défaite des républicains et de la victoire de Francisco Franco, le club retrouve le titre de Real ainsi que son ancien blason.
Le football reprend ses droits alors que sévit dans le reste de l'Europe la seconde Guerre mondiale. En 1943, le Real remporte une victoire 11-1 face au FC Barcelone en demi-finale de la Coupe du Généralissime (renommée ainsi en l'honneur du général Franco), après une défaite 3-0 en Catalogne. Une polémique éclate sur le rôle du directeur de la police, qui serait venu menacer les joueurs de Barcelone avant le match. Le président barcelonais est agressé par des supporteurs madrilènes. Ces accusations n'ont pas été formellement prouvées et le résultat n'a pas été remis en cause. Cependant le président Antonio Santos Peralba est incité par les autorités à démissionner, comme son alter ego barcelonais.

### 1943-1978: La présidence de Santiago Bernabéu

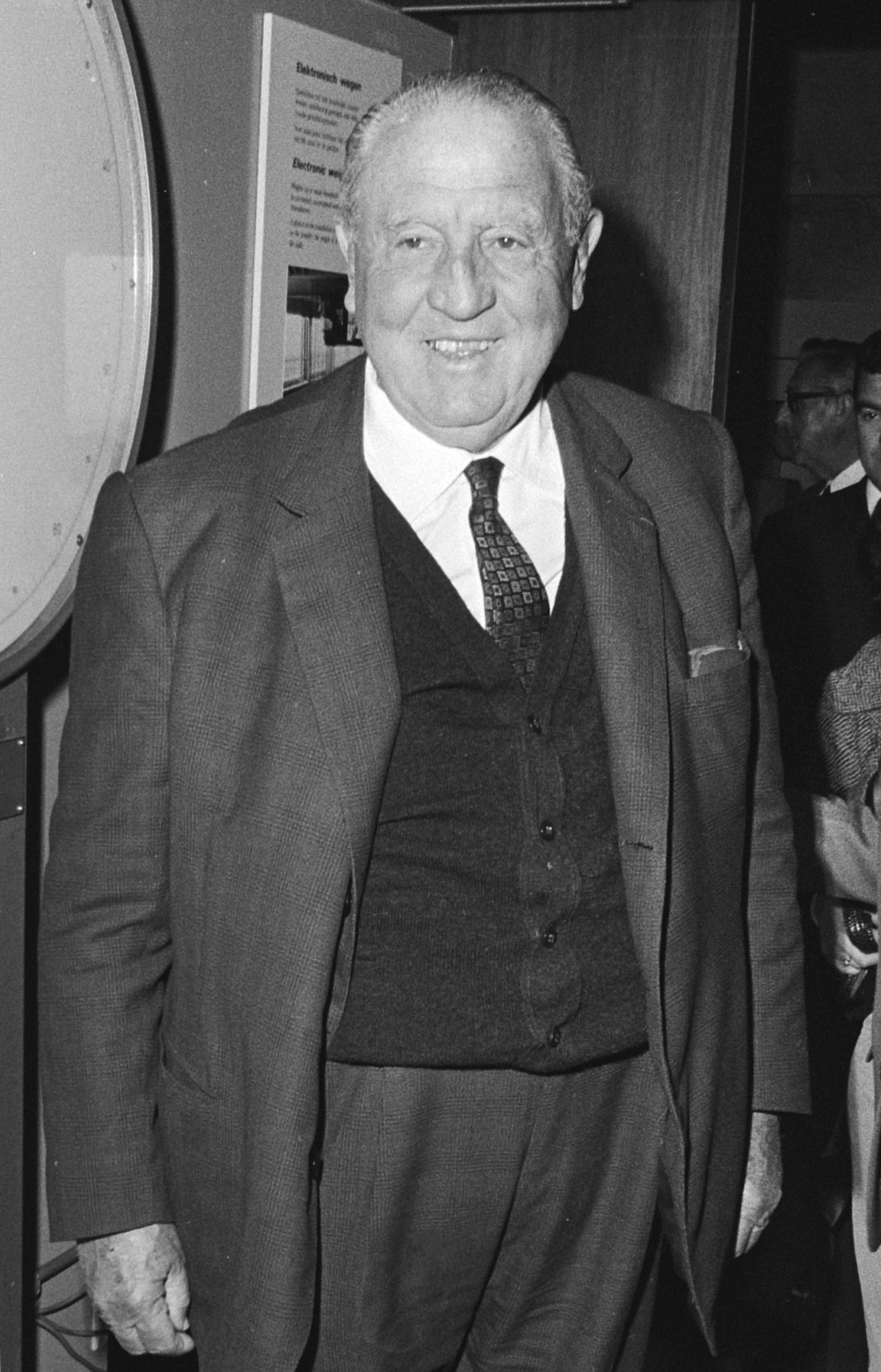
Le président Bernabéu, ici en 1971.

#### Des débuts difficiles
Le 15 septembre 1943, Santiago Bernabéu est nommé à l'unanimité président du club. Bernabéu est lié de longue date avec le club madrilène : il a intégré le club en 1909, a joué en équipe première, dont il est devenu capitaine, jusqu'en 1927 (pour un bilan de 689 matchs et plus de 340 buts), avant d'intégrer l'équipe technique. Pendant la Guerre civile, il s'engage avec les forces nationalistes de Franco, puis retrouve en 1939 ses responsabilités sportives au club. Le club madrilène a beaucoup perdu pendant le conflit, notamment en comparaison de l'Atlético Madrid (pris en main par l'armée de l'air et renommé Athletic Aviación de Madrid, les rivaux de Madrid remportent le championnat national en 1940 et 1941). Bernabéu passe plusieurs mois à contacter d'anciens joueurs et membres du club pour l'aider à reconstruire le club. Il met en place une organisation professionnelle et choisit de laisser une large autonomie aux différentes sections du club, qui fonctionnent chacune avec leur propre équipe technique.
L'une des idées majeures de Santiago Bernabéu lors des premières années de sa présidence concerne la modernisation des installations. Estimant que l'Estadio Chamartín n'est plus assez grand pour convenir aux ambitions du club, il fait construire un nouveau stade de 75 000 places, le Nuevo Estadio de Chamartín, inauguré le 14 décembre 1947 (le stade sera rebaptisé Estadio Santiago Bernabéu en 1955, en l'honneur du président du club). Les premiers résultats sportifs de l'ère Bernabéu sont cependant plutôt décevants. Lors de la première décennie de sa présidence, le Real Madrid ne remporte pas le championnat (il termine une fois à la 2e place en 1945) mais seulement la Copa del Generalísimo en 1946 et 1947, respectivement face à Valence CF (3-1) et au RCD Español (2-0), ainsi que la première édition de la Coupe Eva Duarte, ancêtre de la Supercoupe d'Espagne organisé par l'ambassadeur d'Argentine en l'honneur d'Eva Perón.
Le club obtient durant cette période le plus mauvais classement de son histoire en Liga avec une 11e place (sur 14) durant la saison 1947-1948, celle de l'inauguration du nouveau stade. Relégable après vingt journées, le Real doit son maintien au recrutement de l'Anglais Michael Keeping pendant l'hiver, qui importe au club la fameuse formation « WM » en vogue à l'époque.

#### Le Real de Di Stéfano

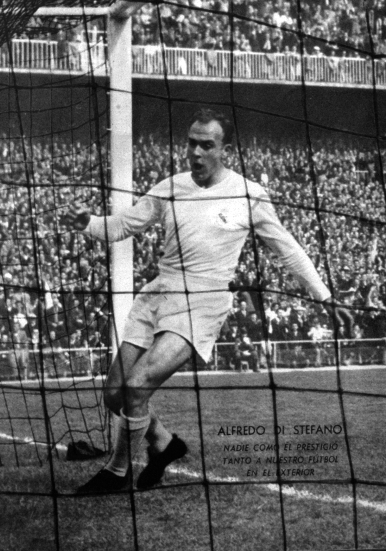
Di Stéfano, ici en 1959.

En 1953, après un conflit très dur avec le FC Barcelone, arbitré par la FIFA et l'intervention supposée du pouvoir espagnol, le Real Madrid recrute l'attaquant argentin Alfredo Di Stéfano pour environ 5,5 millions de pesetas. Son salaire mirobolant représente 40 % des recettes du club,. En octobre 1953, le Real écrase en championnat le FC Barcelone cinq buts à zéro. Di Stéfano, auteur d'un doublé, conquiert le cœur du public madrilène. En fin de saison, le club remporte la Liga, vingt-et-un ans après le dernier titre. Di Stéfano, meilleur buteur avec 29 buts, est avec le jeune Gento, autre recrue, le grand artisan de ce succès.
C'est le début de l'âge d'or du Real Madrid. Le club change de stratégie et décide de faire signer au club des joueurs étrangers de classe mondiale. Le stade est agrandi et sa capacité portée en juin 1954 à 125 000 places. Le club recrute le buteur argentin Héctor Rial sur les conseils de Di Stéfano. Le Real remporte de nouveau le championnat avec cinq points d'avance sur le FC Barcelone, Di Stéfano marquant 25 buts. Pendant l'été 1955, le Real remporte la Coupe latine, qui oppose les champions d'Espagne, d'Italie, de France et du Portugal, en battant, en finale au Parc des Princes, le Stade de Reims.
La saison 1955-1956 est celle de la première édition de la Coupe d'Europe. Le Real élimine le Servette de Genève, le Partizan Belgrade et le Milan AC pour atteindre la finale, où il retrouve le Stade de Reims mené par Raymond Kopa. Après un match serré, le Real s'impose quatre buts à trois,. Pendant l'été il remporte à Caracas la Petite coupe du monde des clubs pour la 2e fois, après un succès en 1952.

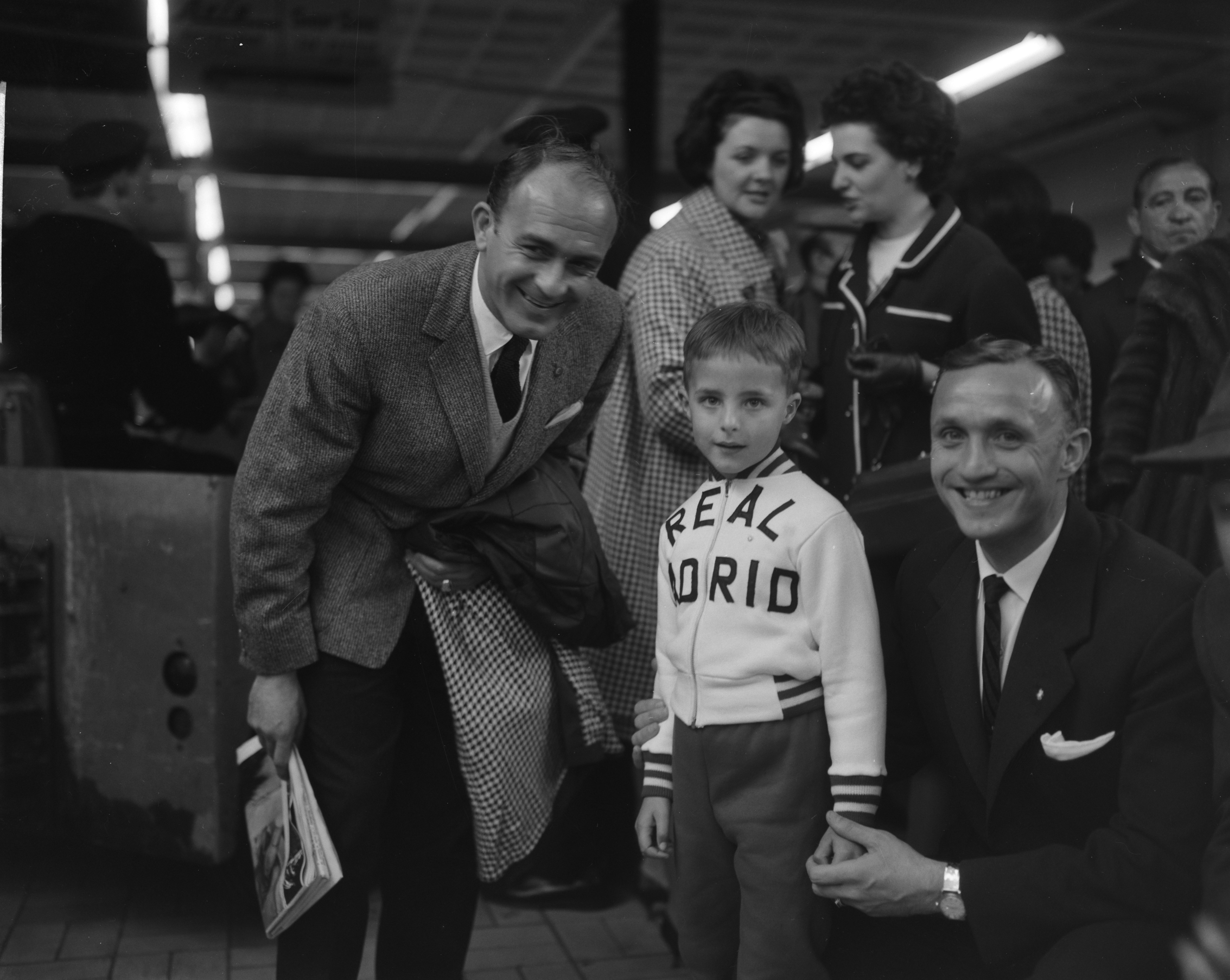
Di Stéfano et Santamaria avec un jeune supporter du Real Madrid.

Quelques semaines plus tard, le Real poursuit sa politique en attirant Kopa, ce qui lui permet de présenter une ligne d'attaque exceptionnelle composée de Di Stéfano, Rial, Kopa et Gento. En décembre, Di Stéfano est tout proche de remporter en fin d'année le premier Ballon d'or, finalement attribué à l'Anglais Stanley Matthews, Kopa étant 3e. Le Real reconquiert le championnat d'Espagne perdu l'année précédente, conserve sa couronne européenne en battant en demi-finale Manchester United puis, en finale, la Fiorentina deux buts à zéro, puis remporte la dernière édition de la Coupe latine, face au Benfica Lisbonne. Di Stéfano, meilleur buteur du championnat d'Espagne et de la Coupe d'Europe des clubs champions, remporte à « une majorité écrasante » le Ballon d'or.
En 1957-1958, le Real Madrid fait signer un autre grand joueur, le défenseur central uruguayen José Santamaría. Cette saison-là, le jeu du Real est encore plus spectaculaire. L'équipe est sacrée une nouvelle fois championne d'Espagne, dont Di Stéfano reste le meilleur buteur, et retrouve en finale de la Coupe d'Europe le Milan AC. Après un match indécis, le Real s'impose en prolongation, trois buts à deux. Porté par les résultats en équipe de France, Kopa remporte à son tour le Ballon d'or (dont Di Stéfano a été placé « hors concours »).
En 1958, Ferenc Puskás rejoint Gento, Kopa et Di Stéfano à la pointe de l'attaque madrilène. Ce quatuor permet au club, opposé pour la deuxième fois en finale au Stade de Reims, de remporter une quatrième Coupe d'Europe, sur le score de deux buts à zéro. Di Stéfano, meilleur buteur du championnat d'Espagne dont le Real termine second, remporte une 2e fois le Ballon d'or. Les échecs du club en championnat coûtent cependant leur place sur le banc à l'Argentin Luis Carniglia puis au Paraguayen Manuel Fleitas Solich. En avril 1960, l'ancien capitaine Miguel Muñoz, tout frais retraité, prend place sur le banc. L'association de Di Stéfano et de Puskás connaît son apogée en finale de la Coupe d'Europe en 1960. Le Real est opposé à l'Eintracht Francfort qui a battu en demi-finale le Glasgow Rangers par douze buts à quatre sur les deux matchs. Devant les 135 000 spectateurs du Hampden Park, les Madrilènes livrent leur match le plus abouti, et s'imposent sept buts à trois avec quatre buts de Puskás et trois de Di Stéfano. Le 4 septembre 1960, le Real remporte la première édition de la Coupe intercontinentale, un trophée proposé par Bernabéu, en écrasant à Madrid Peñarol, vainqueur de la Copa Libertadores, sur le score de cinq buts à un,.

#### Le Real «yéyé»

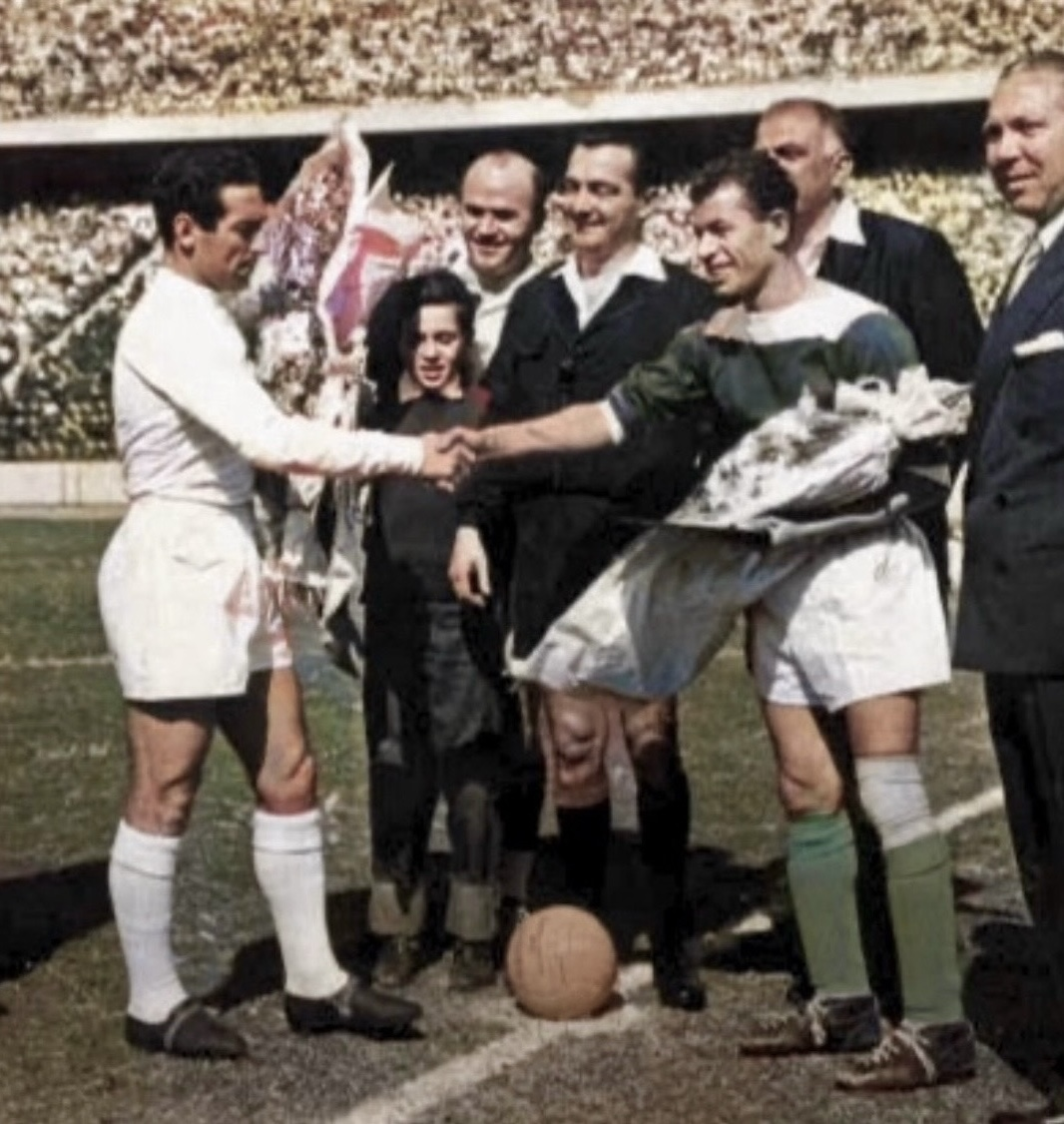
Le capitaine du Real Madrid Francisco Gento serre la main du capitaine du Zamalek Sharif El-Far, avant leur match amical à l'occasion de la célébration des 50 ans de la création du Zamalek au stade du Caire le 10 mars 1961.

Le départ ou la retraite de ces grands joueurs internationaux au début des années 1960 lance l'ère des « Yé-yé » au Real Madrid. Ce surnom provient de la chanson des Beatles She loves you après que plusieurs joueurs de l'équipe avaient posé pour le journal Marca, vêtus de perruques tels les Beatles. Au Real Madrid, il désigne l'équipe entièrement composée de joueurs espagnols que le Real Madrid affichait durant les années 1960.
L'ère des Yéyé débute avec l'arrivée de Miguel Muñoz en tant qu'entraîneur en 1959. En tant que joueur, Muñoz avait fait partie de l'équipe, majoritairement composée de joueurs étrangers, qui avait dominé le football européen dans la deuxième partie des années 1950. Cette fois-ci, en tant qu'entraîneur, il bâtit une équipe essentiellement composée de joueurs espagnols (Ignacio Zoco, José Araquistáin, Amancio, Manuel Sanchís, Pirri...) emmenée par le vétéran Francisco Gento, son coéquipier quand il était joueur.

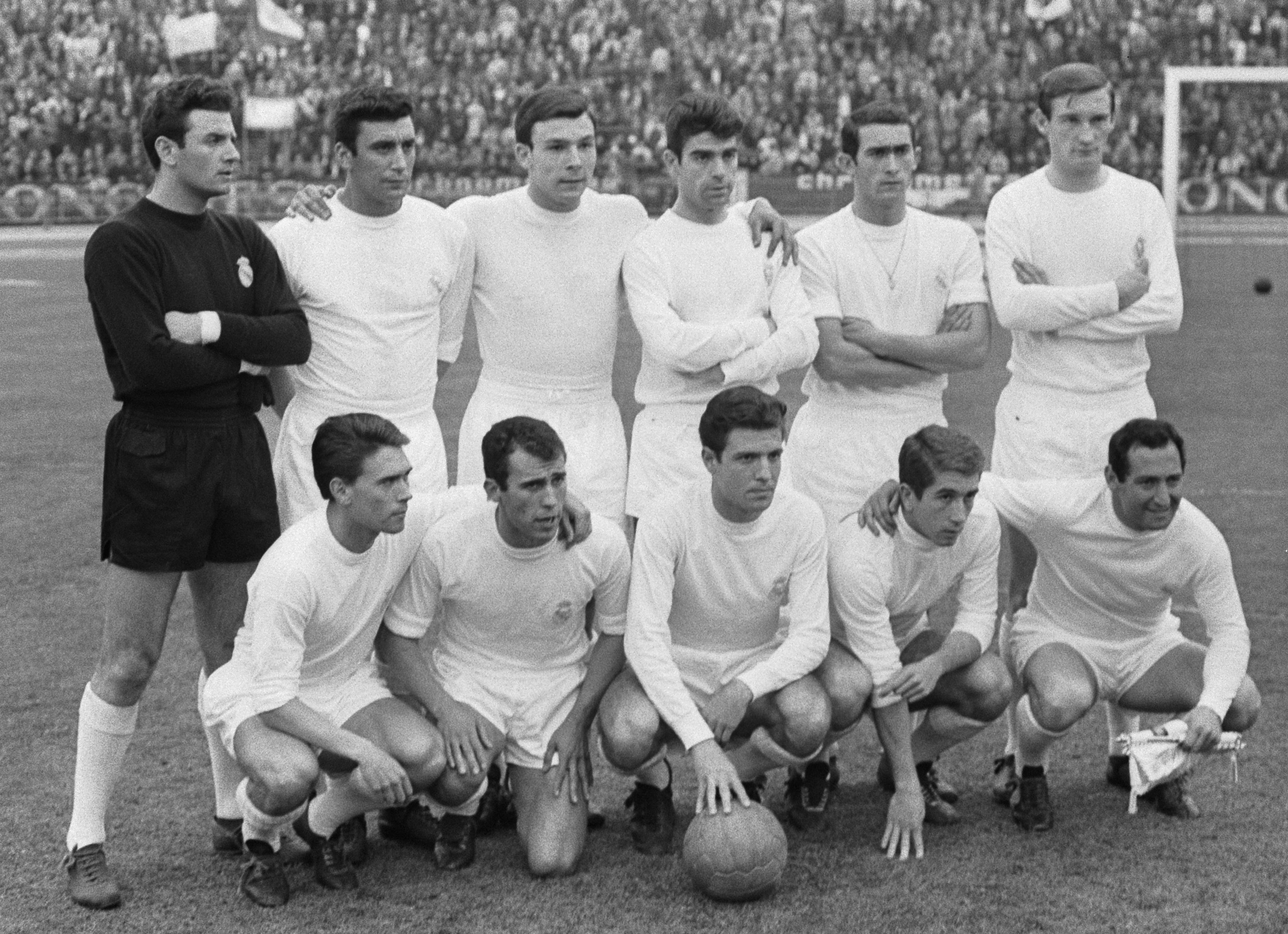
Les champions d'Europe en 1966.

Le FC Barcelone est le premier club à faire tomber le Real en Coupe d'Europe en 1961. L'arbitrage des Anglais Ellis, à l'aller, et Leafe, au retour, est très critiqué par le Real. Le Real écrase le championnat d'Espagne, qu'il termine avec douze points d'avance sur l'Atlético de Madrid et vingt sur Barcelone. Puskás est meilleur buteur avec 28 buts. Le 2 mai 1962 à Amsterdam, le Real retrouve en finale de la Coupe d'Europe le Benfica d'Eusébio. Malgré trois buts de Puskás, le Real s'incline. Le 24 août 1963, lors de la Petite coupe du monde des clubs à Caracas, Di Stéfano est enlevé par des membres du Front national de libération du Venezuela, puis relâché deux jours plus tard devant l'ambassade d'Espagne.
Les Madrilènes accèdent de nouveau à la finale de la Coupe d'Europe en 1964, où ils affrontent le fameux Catenaccio de l'Inter Milan d'Helenio Herrera. Miguel Muñoz opte pour une tactique défensive, vivement critiquée par Di Stéfano. L'Inter s'impose trois buts à un. Les tensions entre Di Stéfano et Muñoz deviennent telles que « don Alfredo » ne jouera plus pour le Real. Santiago Bernabéu lui propose d'intégrer la direction technique du club mais le joueur refuse et les deux hommes se séparent fâchés.
Sous la direction de Muñoz, le club poursuit sa domination sur le football espagnol : durant les années 1960, le club remporte huit fois le championnat d'Espagne — et quand il n'y parvient pas, en 1960 et 1966, il remporte Coupe nationale et Coupe d'Europe. En effet, après en avoir été le finaliste malheureux en 1962 et 1964, le Real remporte pour la 6e fois la Coupe des clubs champions européens en 1966, en battant en finale le Partizan Belgrade.

#### La fin de l'ère Bernabéu

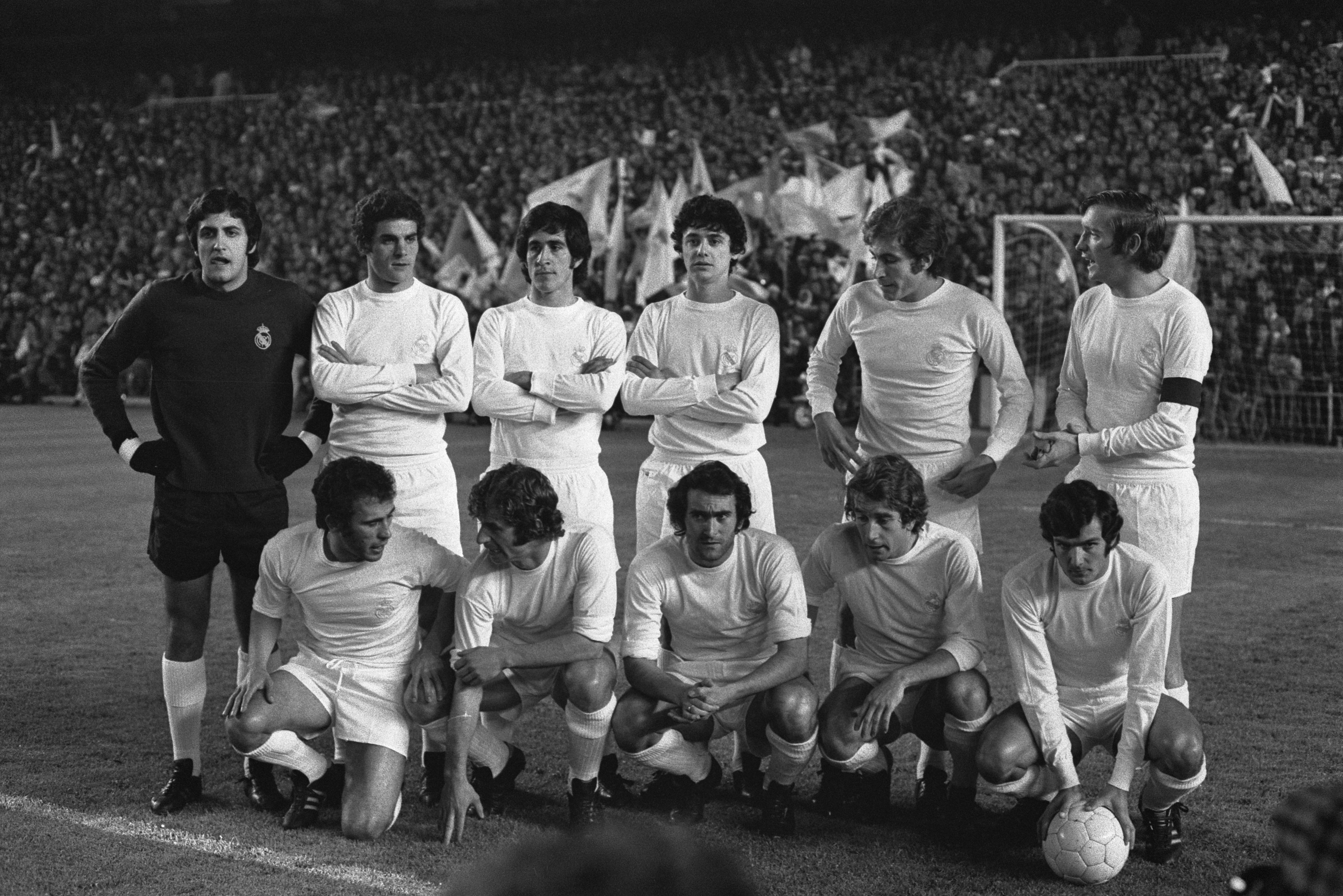
L'équipe du Real en 1973.

Les années 1970 sont également excellentes au niveau national, puisque le Real Madrid conquiert la Liga cinq nouvelles fois, ainsi que la Coupe nationale à trois reprises — que ce soit encore sous la direction de Miguel Muñoz, qui quitte le Real en 1974 après seize saisons sur le banc, le Yougoslave Miljan Miljanić puis Luis Molowny, grand joueur du Real du début des années 1950. La très décevante saison 1976-1977 est rattrapée dès l'année suivante par un nouveau titre de champion - le 18e du club. Malgré le recrutement de vedettes internationales, notamment les Allemands Paul Breitner et Günter Netzer, ce succès ne se concrétise plus au niveau européen : le Real s'incline en 1971 en finale de la Coupe d'Europe des vainqueurs de coupe (en deux fois) face aux Anglais de Chelsea FC (un match qui signe la retraite de l'emblématique capitaine Francisco Gento), puis est écarté à deux reprises en demi-finale de Coupe des clubs champions européens, en 1973 et 1976.
L'ère Santiago Bernabéu prend fin le 2 juin 1978 lorsqu'il décède à l'âge de 82 ans, le lendemain de l'ouverture de la Coupe du monde en Argentine, après 35 ans à la tête du Real Madrid. L'année suivante, le Real Madrid organise la première édition du Trophée Santiago Bernabéu, trophée amical annuel qui existe encore aujourd'hui.

### 1981-1990: La «Quinta del Buitre»
Le bras droit de Santiago Bernabéu Raimundo Saporta déclinant l'offre de prendre sa suite, Luis de Carlos est élu président. L'équipe madrilène poursuit d'abord ses succès. Le Yougoslave Vujadin Boškov, nommé en 1979 à la tête d'une équipe « espagnole » seulement renforcée par l'Allemand Uli Stielike et l'Anglais Laurie Cunningham, recruté pour un montant record, bâtit une équipe de contre-attaque. Elle remporte pour sa première saison le doublé Liga-Coupe, dont la finale oppose le Real à sa propre équipe réserve, la Castilla... Le 2e exercice est cruel : les Madrilènes perdent le championnat à la dernière minute et sont battus en finale de la Coupe d'Europe, la première du club depuis 1966, par les Anglais de Liverpool (1-0),. Il démissionne à l'issue de la saison suivante, qui s'avère beaucoup plus difficile, même si finalement l'équipe remporte une nouvelle fois la Coupe d'Espagne.

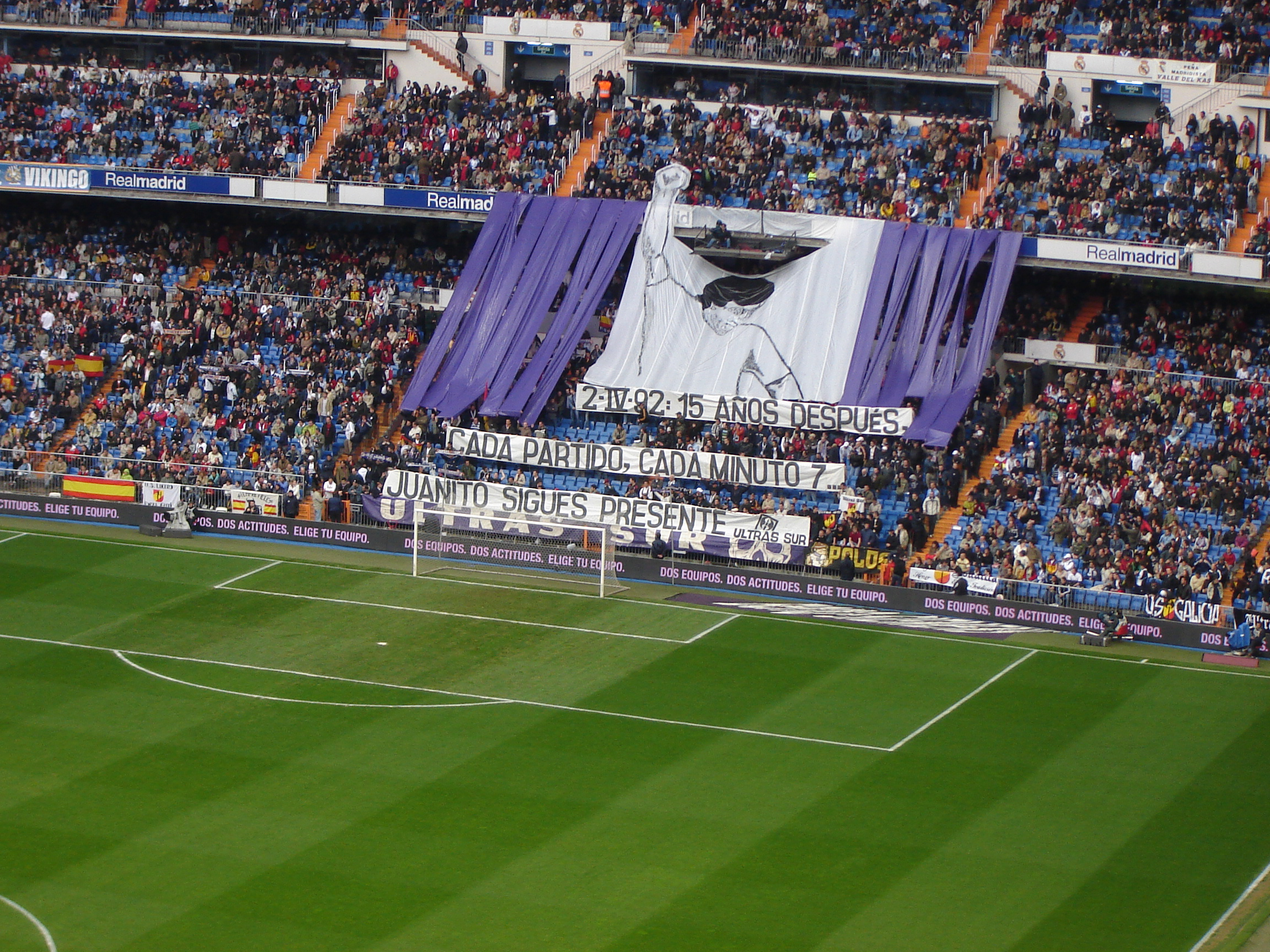
Tifo commémorant la mémoire de Juanito, mort accidentellement en 1992.

En 1983, malgré le retour de l'idole Alfredo Di Stéfano sur le banc, le Real termine 2e du championnat et s'incline en finale de la Copa et de la Coupe des coupes face aux Écossais d'Aberdeen. Cette période infructueuse dure jusqu'au milieu des années 1980, quand une nouvelle génération de joueurs talentueux apparaît, issue du centre de formation. Cinq joueurs majeurs vont symboliser le renouveau madrilène : Manolo Sanchís (fils de Manuel Sanchís), Martín Vázquez, Míchel, Miguel Pardeza et Emilio Butragueño. Le surnom donné par les journalistes à ces joueurs est la « Quinta del Buitre » (« la bande du vautour » en espagnol), du fait du surnom de leur chef de file, Emilio Butragueño, surnommé le Vautour pour sa capacité à « rôder » dans la surface de réparation pour profiter de la moindre occasion,.
Avec cette bande, bientôt réduite à quatre à la suite du départ de Pardeza en 1986 mais complétée par des joueurs de grand talent comme le buteur mexicain Hugo Sánchez et les vétérans Juanito, Valdano et Santillana, le Real possède l'une des plus belles équipes d'Europe. Le club remporte deux fois la Coupe UEFA, en 1985 et 1986, cinq Liga consécutives entre 1986 et 1990 (un record), une Coupe d'Espagne en 1989 et bat un bon nombre de records en Espagne (plus grand nombre de victoires dans une saison de Liga, plus grand nombre de buts marqués en une saison, etc.). Seul un succès en Coupe d'Europe des clubs champions manque à cette formidable génération, éliminée trois années d'affilée en demi-finale. Cette association prend fin au début des années 1990. Parmi les cinq membres de la Quinta del Buitre, seul Manolo Sanchís effectue toute sa carrière au Real,.

### 1991-2000: Le progressif retour au sommet
Avec la fin de la Quinta del Buitre, le Real Madrid connaît une période de disette. L'équipe madrilène est dominée par la spectaculaire « Dream Team » que Johan Cruyff a construit au FC Barcelone, qui remporte le championnat quatre fois consécutivement entre 1991 et 1994, ainsi que la Coupe des coupes en 1989 et la Coupe des clubs champions en 1992. Le Real ne peut, durant cette période, que s'imposer une fois en Coupe d'Espagne en 1993 et atteindre une demi-finale de la Coupe de l'UEFA en 1992 au niveau européen.
Il faut attendre 1995 pour voir le Real des Raúl, Fernando Hierro, Iván Zamorano et Fernando Redondo remporter de nouveau le championnat. Le Real poursuit sa remontée à la suite de l'arrivée de Lorenzo Sanz à la présidence en 1995, qui attire en 1996 l'entraîneur vedette du Milan AC Fabio Capello. Renforcés avec des joueurs reconnus, comme Roberto Carlos, Predrag Mijatović, Davor Šuker et Clarence Seedorf, les Madrilènes remportent la Liga en 1997. Malgré le départ de Capello, remplacé par Jupp Heynckes, le Real met fin l'année suivante à 32 ans de disette dans la « grande » Coupe d'Europe, devenue « Ligue des champions » en 1992, en battant la Juventus en finale (1-0). Manolo Sanchís, l'emblématique représentant de la « Quinta del Buitre », porte le brassard de capitaine lors de la finale. Il est le seul des cinq de la Quinta del Buitre à accomplir ce qu'ils n'avaient pu réussir ensemble : remporter la « grande » Coupe d'Europe. En décembre, le club remporte la Coupe intercontinentale 1998 face aux Brésiliens de Vasco da Gama.
Devancé par le Barça en championnat en 1999, le Real, repris en novembre par Vicente del Bosque, un fidèle du club, remporte une huitième fois la Ligue des champions en 2000, en battant le FC Valence (3-0) lors de la première finale de la compétition opposant deux clubs du même pays,. Malgré ces deux triomphes européens, Lorenzo Sanz perd les élections à la présidence en 2000, du fait de son interventionnisme dans la politique sportive (sept entraîneurs se sont succédé pendant ses cinq ans au club) et des dettes colossales cumulées par le club. Florentino Pérez, qui a formulé de nombreuses promesses, lui succède le 16 juillet.
En 2000, le Réal participe à la première coupe du monde des clubs.

### Depuis 2000: L'ère Florentino Pérez

#### 2000-2006: L'ère «galactique»

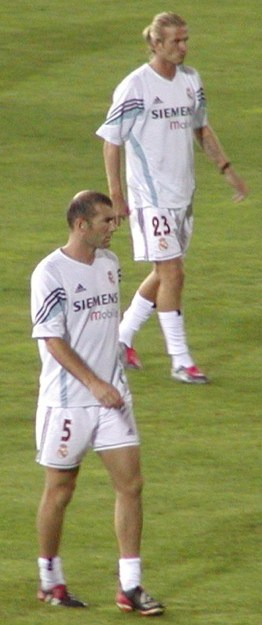
Zinédine Zidane (no 5) et David Beckham, deux symboles de l'ère « galactique ».

Le nouveau président Florentino Pérez fait face à une situation financière catastrophique : la dette du club atteint 1,8 milliard de francs, dont de nombreuses créances immédiates, au point de faire craindre pour l'avenir du club. Pourtant il dépense 840 millions de francs pour se renforcer, dont la moitié pour débaucher la vedette du FC Barcelone, Luís Figo, alors considéré comme le meilleur joueur d'Europe, avec l'objectif de rentabiliser ces recrutements par l'augmentation des recettes du club. Pérez reprend la recette du club dans les années 1950 en recrutant une star internationale chaque été : il recrute ainsi Zinédine Zidane (Juventus) en 2001, Ronaldo (Inter Milan), en 2002, David Beckham (Manchester United), en 2003, Michael Owen (Liverpool), en 2004, Robinho (Santos), en 2005… Au milieu de cette constellation de stars, Raúl, formé au club et présent depuis 1994, incarne lui le madridisme.
Cette équipe acquiert alors le surnom de « Galactiques ». Avec les plus grands joueurs de la planète, le Real Madrid domine durant plusieurs années le football espagnol (2 Ligas en 2001 et 2003, deux supercoupes d'Espagne en 2001 et 2003, deux finales de coupe du Roi en 2002 et 2004) et européen avec une victoire face au Bayer Leverkusen (2-1) en finale de la Ligue des champions 2002 ainsi qu'une Coupe intercontinentale en 2002, une Supercoupe de l'UEFA en 2002 ainsi qu'une finale de Supercoupe de l'UEFA en 2000. Malgré un manque de régularité, cette équipe est alors considérée comme la plus forte du monde : la qualité individuelle de chacun des joueurs est époustouflante et les supporters se régalent du spectacle proposé. Sur le plan économique, le club se rétablit : l'augmentation des recettes permet de combler sa dette et de moderniser ses installations (l'inauguration du nouveau complexe sportif de Valdebebas compense la vente du précédent centre à la ville de Madrid).
Néanmoins la politique de Florentino Pérez de recruter uniquement des superstars du football et de laisser partir des joueurs moins médiatiques mais plus dévoués finit par être remise en cause du fait des mauvais résultats du club qui surviennent lors des saisons suivantes. On reproche à Pérez de privilégier d'abord l'aspect marketing du club plutôt que l'aspect sportif en recrutant uniquement des joueurs à vocation offensive au détriment de l'équilibre de l'équipe. De plus, les changements réguliers d'entraîneurs depuis le limogeage de Vicente del Bosque en 2003 (que Pérez ne jugeait pas assez à l'image du Real qu'il voulait) n'est pas pour favoriser l'équilibre du club.
Le 27 février 2006, à l'occasion d'un conseil extraordinaire des dirigeants du club, Florentino Pérez remet sa démission. Après un intérim assuré, c'est finalement Ramón Calderón qui devient le nouveau président du Real Madrid le 2 juillet 2006.

#### 2006-2009: L'intermède Calderón

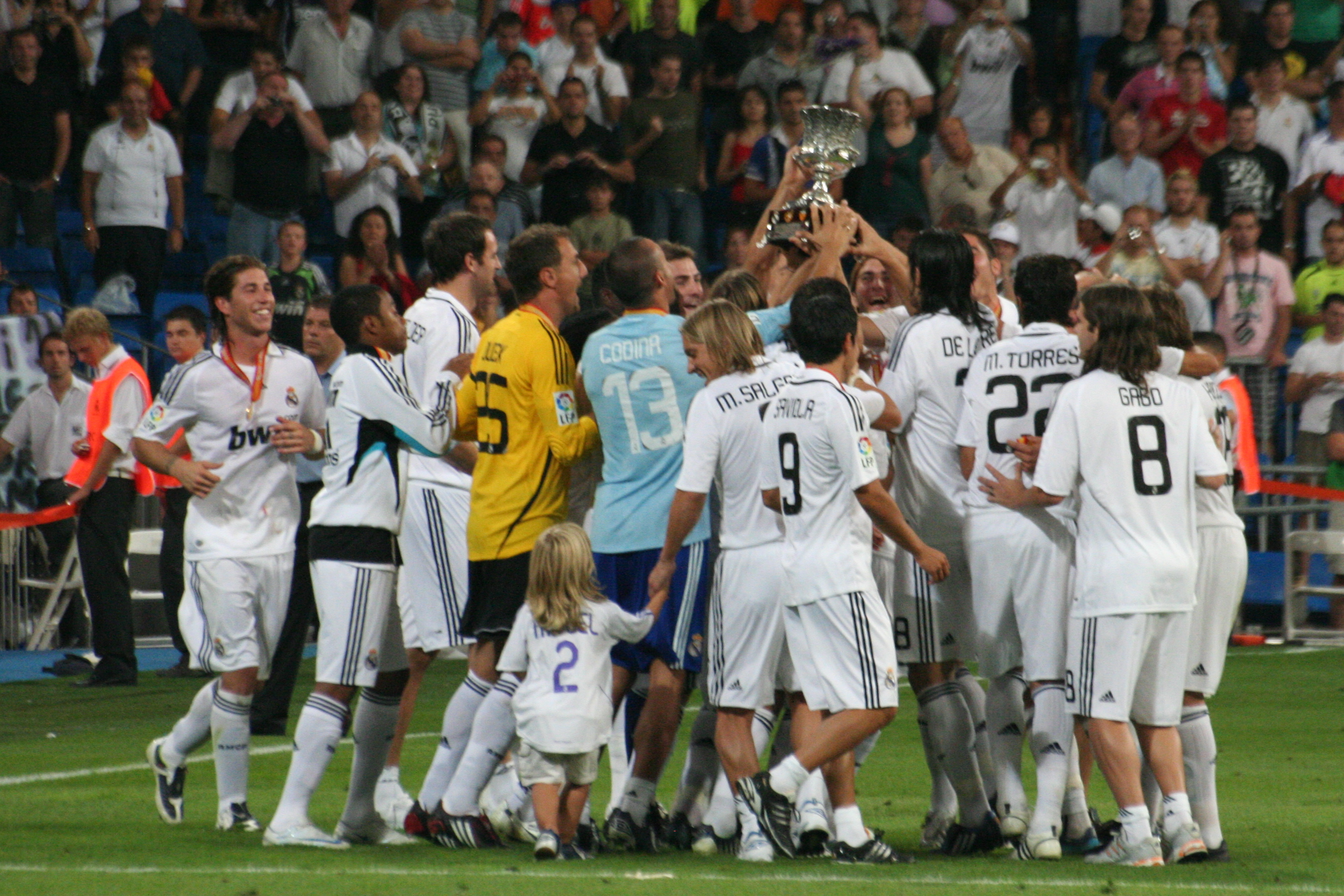
Les joueurs célèbrent leur succès en Supercoupe d'Espagne contre le FC Valence (août 2008).

Calderón nomme un ancien joueur du Real Madrid, Predrag Mijatović, au poste de directeur sportif. Quelques jours plus tard, il tient l'une de ses promesses électorales en faisant venir Fabio Capello pour diriger l'équipe. Il profite également de la relégation de la Juventus pour attirer Fabio Cannavaro et Emerson et enrôle le buteur néerlandais de Manchester United, Ruud van Nistelrooy. L'entraîneur italien remet le Real sur les bons rails en permettant au club de remporter la Liga à égalité de points mais avec une meilleure différence de buts particulière face au FC Barcelone. Cependant Capello n'est pas conservé par Calderón, on lui reproche principalement son approche tactique trop défensive qui déplaît aux supporters, toujours amateurs de jeu offensif et spectaculaire. La nouvelle élimination du club en 1/8e de finales de la Ligue des champions face au Bayern Munich a aussi été mal digérée.
L'allemand Bernd Schuster est nommé entraîneur à la place de Capello. Il fait aussi bien que son prédécesseur puisqu'il remporte la Liga avec 9 points d'avance sur Villarreal et 18 sur le FC Barcelone. Les Catalans, en grande difficulté cette saison-là, ont d'ailleurs subi l'humiliation du Pasillo (haie d'honneur des joueurs blaugrana pour saluer le nouveau champion madrilène) et ont été corrigés 4-1 à Bernabéu. Cependant le Real déçoit toujours au niveau européen, ayant encore été éliminé au stade des 1/8e de finale par l'AS Rome.
La saison 2008-09 est beaucoup plus difficile pour le Real. Le FC Barcelone, qui a remplacé Frank Rijkaard par Pep Guardiola durant l'intersaison, est revenu à son meilleur niveau. L'entraîneur Bernd Schuster, défaitiste avant le premier Clásico de la saison, est limogé et remplacé par l'espagnol Juande Ramos qui avait permis au FC Séville de remporter 2 Coupes de l'UEFA consécutives. Il ne peut néanmoins pas empêcher la perte du titre en Liga pour le Real qui encaisse au passage une lourde défaite lors du Clásico à Bernabéu (2-6) et est une nouvelle fois éliminé en 1/8e de finale de la Ligue des champions face à Liverpool.
Cette mauvaise saison ainsi que des suspicions de fraude lors de l'élection de juillet 2006 poussent Ramón Calderón à présenter sa démission au début de l'année 2009, moins de trois ans après être arrivé à la tête du club.

#### Depuis 2009: Le retour de Florentino Pérez

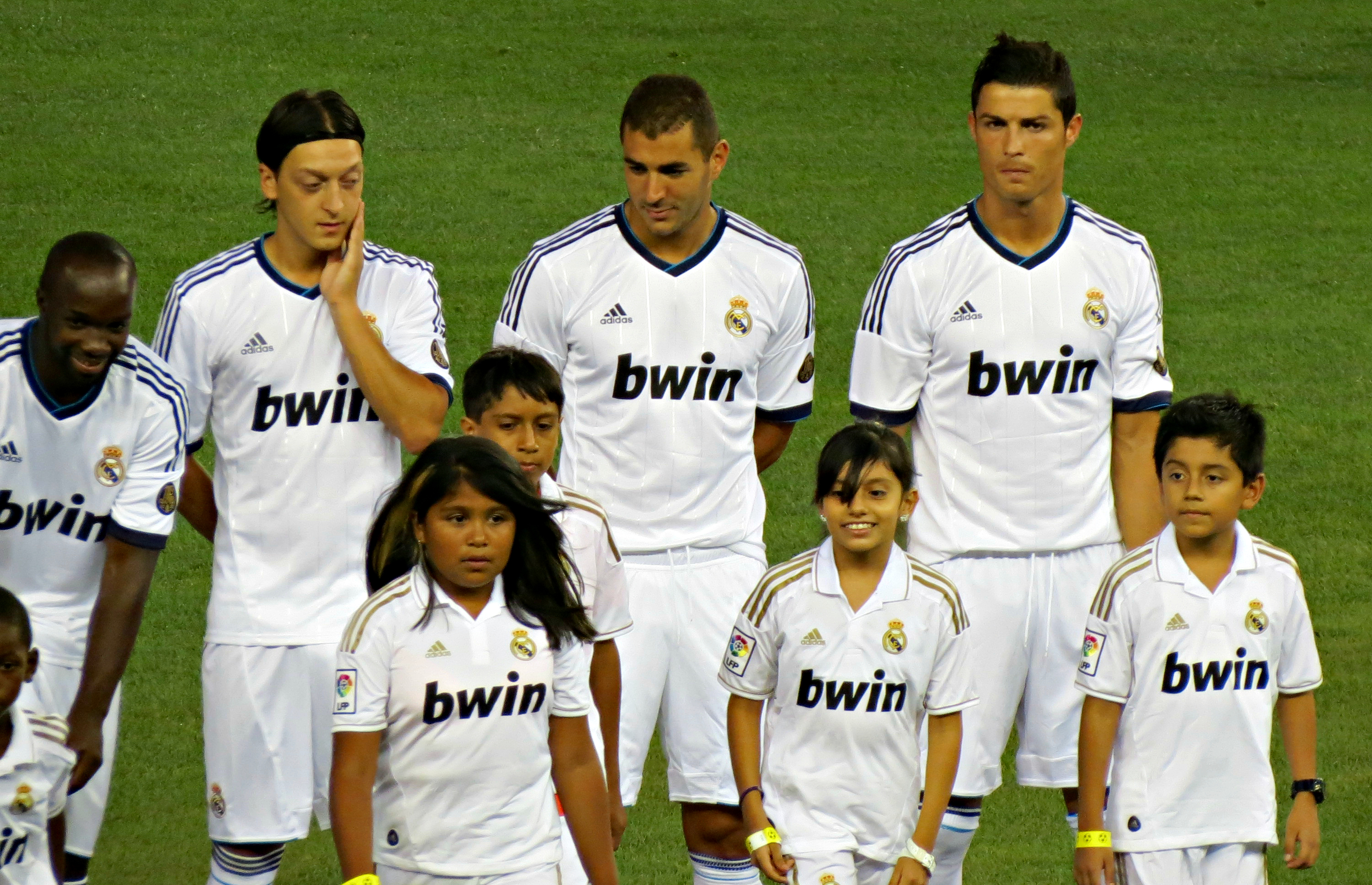
Diarra, Mesut Özil, Karim Benzema et Cristiano Ronaldo, recrutés en 2009 et 2010 par Florentino Pérez.

##### Le début de la seconde ère «galactique»
Florentino Pérez, déjà président entre 2000 et 2006, se présente officieusement puis officiellement comme candidat à la présidence. Les autres candidats qui s'étaient présentés face à lui se retirent peu à peu, faute de moyens financiers ou prévoyant une large victoire de Pérez, largement soutenu. Faute d'autre candidat, Pérez est officiellement nommé président du Real Madrid le 1er juin 2009. La nouvelle direction du Real comprend le retour de l'Argentin Jorge Valdano (joueur du Real entre 1984 et 1987 puis entraîneur entre 1994 et 1996) ainsi que la nomination de Zinédine Zidane (légende du club entre 2001 et 2006) en tant que conseiller du président, tandis que Juande Ramos est remplacé par l'entraîneur de Villarreal, le Chilien Manuel Pellegrini.
Les idées de Pérez n'ont pas grandement évolué en trois ans puisqu'il promet toujours l'achat de grands joueurs de renommée internationale pour redorer le blason du club et proposer un jeu offensif et spectaculaire qui plaira aux socios. Pérez joint la parole aux actes : le 9 juin 2009, il obtient la signature du Brésilien Kaká, la perle rare en provenance du Milan AC, pour 65 millions d'euros, puis celle du Portugais Cristiano Ronaldo pour la somme record de 94 millions d'euros. En l'espace de deux jours, le Real Madrid vient de conclure deux des quatre plus gros transferts de l'histoire du football et compte désormais dans ses rangs deux des trois derniers ballons d'or. Pour compléter ce mercato, le Real Madrid embauche le défenseur Raúl Albiol, le milieu de terrain Xabi Alonso et l'attaquant français Karim Benzema. Enfin, le club profite de ses options d'achat pour faire revenir deux des joueurs qu'il a formés : Álvaro Arbeloa et Esteban Granero. Ce sont ainsi 248 M€ qui ont été dépensés pour l'achat de ces joueurs, le but avoué de Florentino Pérez étant de permettre au club de décrocher sa 10e Ligue des champions dont la finale se joue le 22 mai 2010 dans l'antre du Real, le stade Santiago Bernabéu.
Malgré ces dépenses, le Real Madrid termine la saison 2009-2010 sans gagner aucun titre et offre deux visages bien différents. En Coupe d'Espagne, il est sévèrement battu dès les 1/16e de finale par le modeste club de 3e division Alcorcón et en Ligue des champions, il est éliminé pour la sixième année consécutive en 1/8e de finale par l'Olympique lyonnais. Cependant, en championnat, il offre un visage séduisant puisqu'il termine la saison avec un total de 96 points et est doté d'une puissance offensive impressionnante : 102 buts inscrits lors des 38 journées (2,68 buts par match) dont 60 à Santiago Bernabéu (3,16 buts par match) où seul le FC Barcelone a pu prendre des points. Gonzalo Higuaín et Cristiano Ronaldo deviennent d'ailleurs, à égalité, la paire d'attaquants la plus prolifique de l'histoire de la Liga (53 buts à eux deux, soit autant que le duo Eto'o-Messi la saison précédente). C'est cependant insuffisant pour s'emparer du titre qui revient au FC Barcelone qui s'est imposé lors des deux Clásico.

##### La période Mourinho

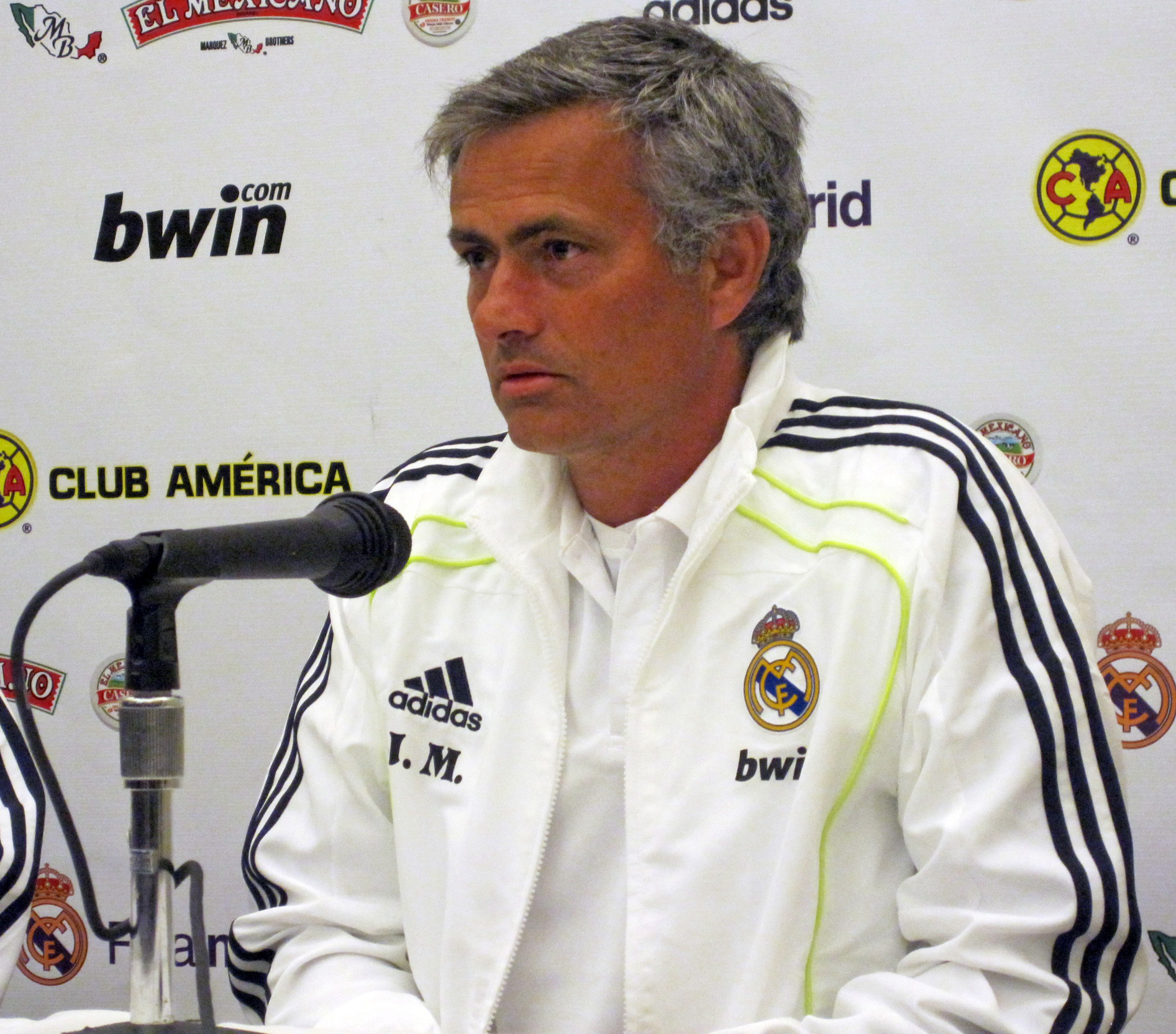
José Mourinho en 2010.

Ainsi, le 26 mai 2010, comme tous les entraîneurs du Real Madrid de ces vingt dernières années n'ayant gagné aucun titre lors de leur première saison au club, Manuel Pellegrini est licencié par Florentino Pérez à la suite d'une réunion du conseil d'administration. Pressenti depuis plusieurs mois pour le remplacer, le grand technicien portugais José Mourinho parvient, le 28 mai 2010, à résilier son contrat avec l'Inter Milan pour s'engager avec le Real Madrid.
Au mercato estival 2010, Mourinho exige des recrues mais beaucoup moins coûteuses que l'été précédent. Florentino Perez remet donc la main à la poche et débloque une enveloppe de presque 100 millions d'euros pour s'attacher les services de l'Argentin du Benfica Ángel Di María, des deux stars allemandes du Mondial 2010 Sami Khedira (Stuttgart) et Mesut Özil (Werder Brême), du Portugais de Chelsea Ricardo Carvalho et des Espagnols Sergio Canales (Racing Santander) et Pedro León (Getafe).
Le Real recrute aussi au mercato d'hiver le Togolais Emmanuel Adebayor qui est prêté par Manchester City, à la suite de la hernie discale de l'Argentin Gonzalo Higuaín, absent pour quatre mois. Les Madrilènes remportent la Coupe d'Espagne de football 2010-2011 en battant le rival barcelonais sur le score de 1 à 0 après prolongation, sur un but de Cristiano Ronaldo : premier titre après une saison vierge (le dernier titre était la Supercoupe d'Espagne 2008). Après toute cette campagne, le Real termine la saison 2010-2011 deuxième, pour la troisième fois consécutive, avec 92 points mais avec une équipe plus spectaculaire et séduisante notamment grâce à un CR7 historique inscrivant 40 des 102 buts marqués par le Real. Celui-ci dépasse les records de 38 buts marqués par Zarra et Sanchez en donnant l'impression d'un nouveau "Di Stéfano".
La saison 2011-2012 commence par la Supercoupe d'Espagne contre le FC Barcelone. Le match aller s'est déroulé le 14 août 2011 au Stade Santiago Bernabéu et s'est soldé par un match nul, 2 buts partout. Au match retour le 17 août 2011 au Camp Nou, le FC Barcelone s'est imposé 3 buts à 2 et a remporté le titre. Le championnat commence ensuite par une large victoire contre le Real Saragosse 6 buts à 0, ce qui permet au Real Madrid de prendre d'entrée la première place au classement. Le Real Madrid perd cependant sa place de leader dès la 4e journée, à la suite de la défaite contre Levante. Le premier Clasico du championnat a eu lieu au Stade Santiago Bernabéu et, malgré l'inscription du but le plus rapide d'un Clásico par Karim Benzema en moins d'une minute de jeu, le Real Madrid perd 3 buts à 1. En Ligue des champions, le Real Madrid finit premier de son groupe avec 6 victoires en 6 matchs.
Le Real rencontre de nouveau le FC Barcelone, au stade des quarts de finale de la Coupe du Roi. Au match aller au stade Bernabéu, le Real perd 2 buts à 1, avant d'aller faire un match nul 2 partout au match retour. Cependant, le Real Madrid est éliminé à ce niveau de la compétition. En championnat, grâce à une victoire 2 buts à 1 contre le FC Barcelone le 21 avril 2012, le Real Madrid s'assure quasiment d'obtenir le titre en Liga, en possédant 7 points d'avance sur son rival. En Ligue des champions, le Real Madrid est cependant éliminé en demi-finale contre le Bayern Munich, à la suite d'une séance de tirs au but à la suite des deux matchs. Finalement, le 2 mai 2012, à la suite de la victoire 3 buts à 0 contre l'Athletic Bilbao, le Real Madrid gagne officiellement son 32e titre en championnat d'Espagne. Finalement, le Real Madrid finit la saison en battant plusieurs records en championnat, comme notamment le nombre total de points, s'élevant à 100, le nombre de victoires, s'élevant à 32 en 38 matchs, le nombre de victoires à l'extérieur, s'élevant à 16 en 19 matchs, ainsi que le plus grand nombre de buts inscrits, s'élevant à 121.
Au mercato estival, le Real enregistre les arrivées de Luka Modrić, en provenance de Tottenham Hotspur pour 35 millions d'euros et de Michael Essien en prêt avec option d'achat arrivant du Chelsea FC. La saison 2012-2013 commence par une victoire en supercoupe d'Espagne face au FC Barcelone (défaite 3-2 à l'aller ; victoire 2-1 au retour). Les débuts en Liga sont plus compliqués pour l'équipe de José Mourinho puisque après 17e journées, le Real pointe déjà à 16 longueurs du rival barcelonais et à 7 points de l'Atlético Madrid. Le 17 mai ils perdent la finale de la Copa del Rey 2-1 face à l'Atlético Madrid. Le 20 mai 2013 et par consentement mutuel, Florentino Pérez, président du Real Madrid annonce le départ de Mourinho en fin de saison.

##### La dixième avec Ancelotti

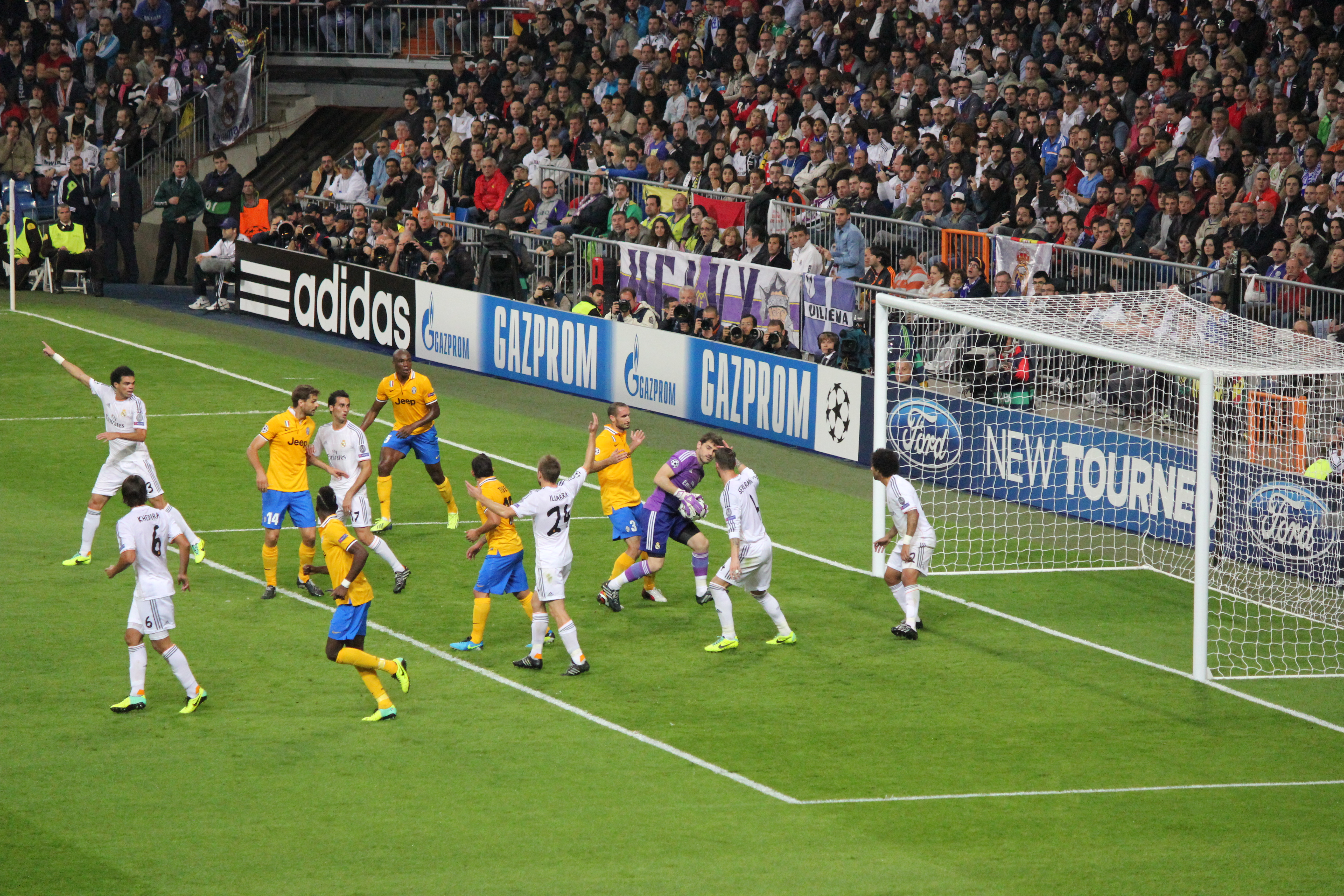
Match de Ligue des champions 2013-2014.

Le 25 juin 2013, Carlo Ancelotti est officiellement entraîneur du Real pour trois saisons. Le mercato estival est de nouveau chargé pour le club madrilène : ils réalisent leur premier achat de l'été dès le 3 juin en recrutant le jeune Daniel Carvajal, ancien joueur du Real Madrid Castilla, en provenance du Bayer Leverkusen pour la somme de 6,5 millions d'euros. Le 11 juin, le brésilien Casemiro intègre l'équipe A du Real Madrid, qui a levé l'option d'achat de 6 millions d'euros à la suite du prêt accordé par le São Paulo FC. Le 27 juin, l'espagnol Isco quitte Málaga et rejoint le Real Madrid pour 30 millions d'euros (27 millions + 3 millions de bonus[pas clair]). Asier Illarramendi, ancien joueur de la Real Sociedad, signe à Real Madrid pour 32,19 millions d'euros. Finalement, le 1er septembre, Gareth Bale s'engage pour six ans avec le club de la capitale espagnole pour un montant de 91 millions d'euros. En tout, le Real Madrid aura dépensé 165,69 millions d'euros.
Ces achats s'avèrent payant pour le club puisque Carlo Ancelotti, épaulé de Zinédine Zidane, parvient à remporter la Coupe d'Espagne 2-1 face au FC Barcelone. Parallèlement, le Real remporte la Ligue des champions en éliminant Schalke 04 ; Borussia Dortmund ; le Bayern Munich. En finale, le Real bat l'Atlético Madrid 4-1 après prolongation. C'est la dixième (Décima en espagnol) Ligue des champions de l'histoire du club. Le Real remporte également la Coupe du Roi en s'imposant 2-1 en finale face au FC Barcelone grâce notamment à un but de Gareth Bale.Cependant, en Liga, le Real termine à la 3e place à seulement trois points de l'Atlético Madrid, champion, et à égalité avec le FC Barcelone.

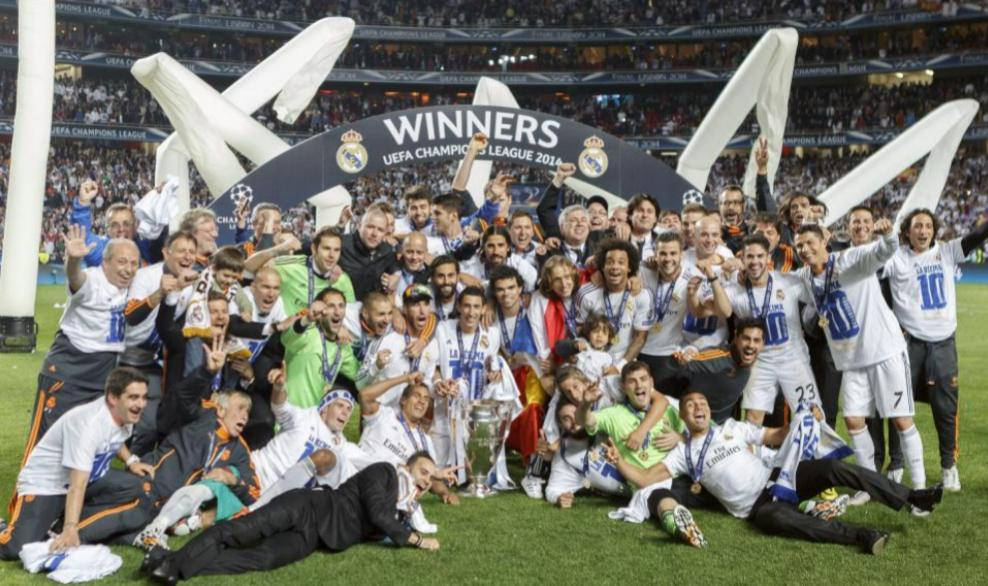
Les joueurs du Real Madrid célébrant la 10e Ligue des champions de l'histoire du club au Stade de la Luz.

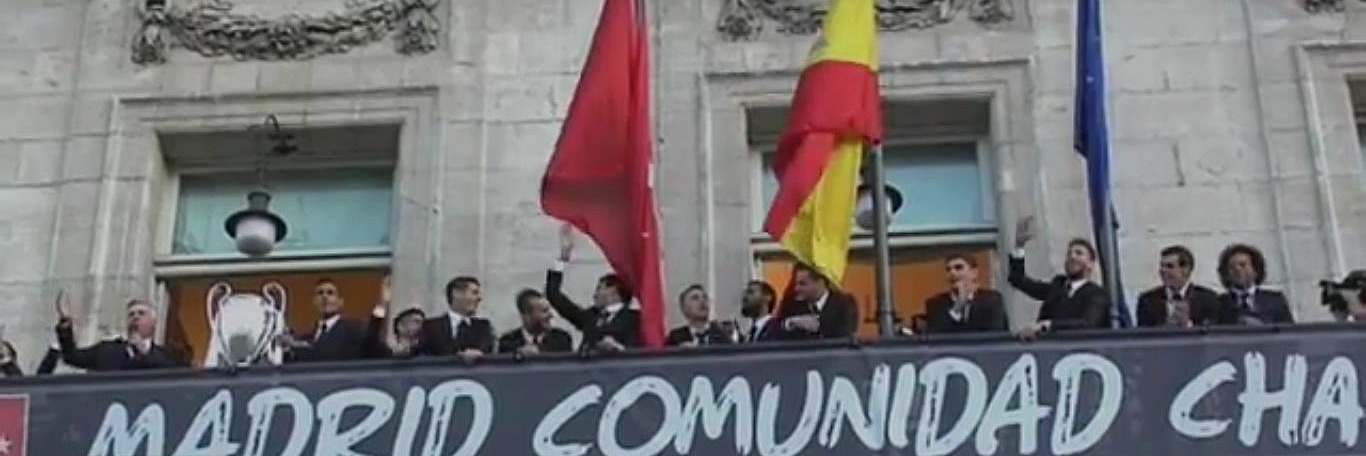
Célébration au siège de la Communauté de Madrid.

##### Parenthèse Benítez
Le 3 juin 2015, Carlo Ancelotti est limogé du Real Madrid a la suite d'une saison 2014-2015 sans titres majeurs, c'est donc l'espagnol Rafael Benítez qui est nommé pour 3 saisons. Le club fait revenir Denis Cheryshev, Casemiro et Lucas Vázquez, tous de retour de prêts.
Le 4 décembre, la RFEF prononce l'exclusion du Real Madrid de la Coupe du Roi à la suite de l'infraction du règlement de la compétition. En effet, le Real a aligné une composition d'équipe invalide lors du match aller des 16e de finale face à Cadix CF, le joueur Denis Cheryshev avait reçu un match de suspension à la suite d'une accumulation de cartons jaunes lors de sa saison avec Villarreal CF, il n'avait donc pas l'autorisation de jouer ce match.

##### Domination sans partage en Europe avec Zidane (2016-2018)

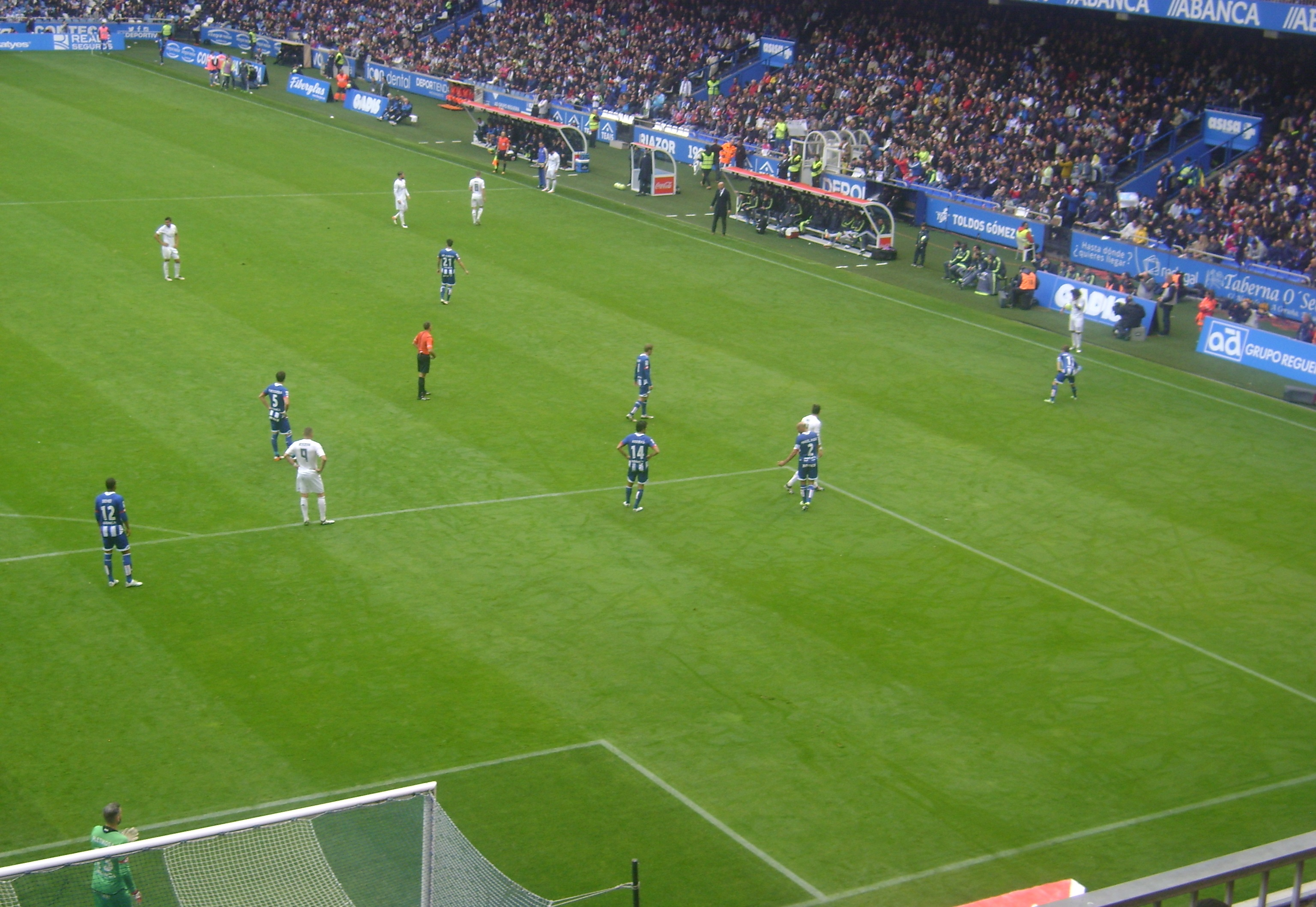
Deportivo de La Coruña vs. Real Madrid.

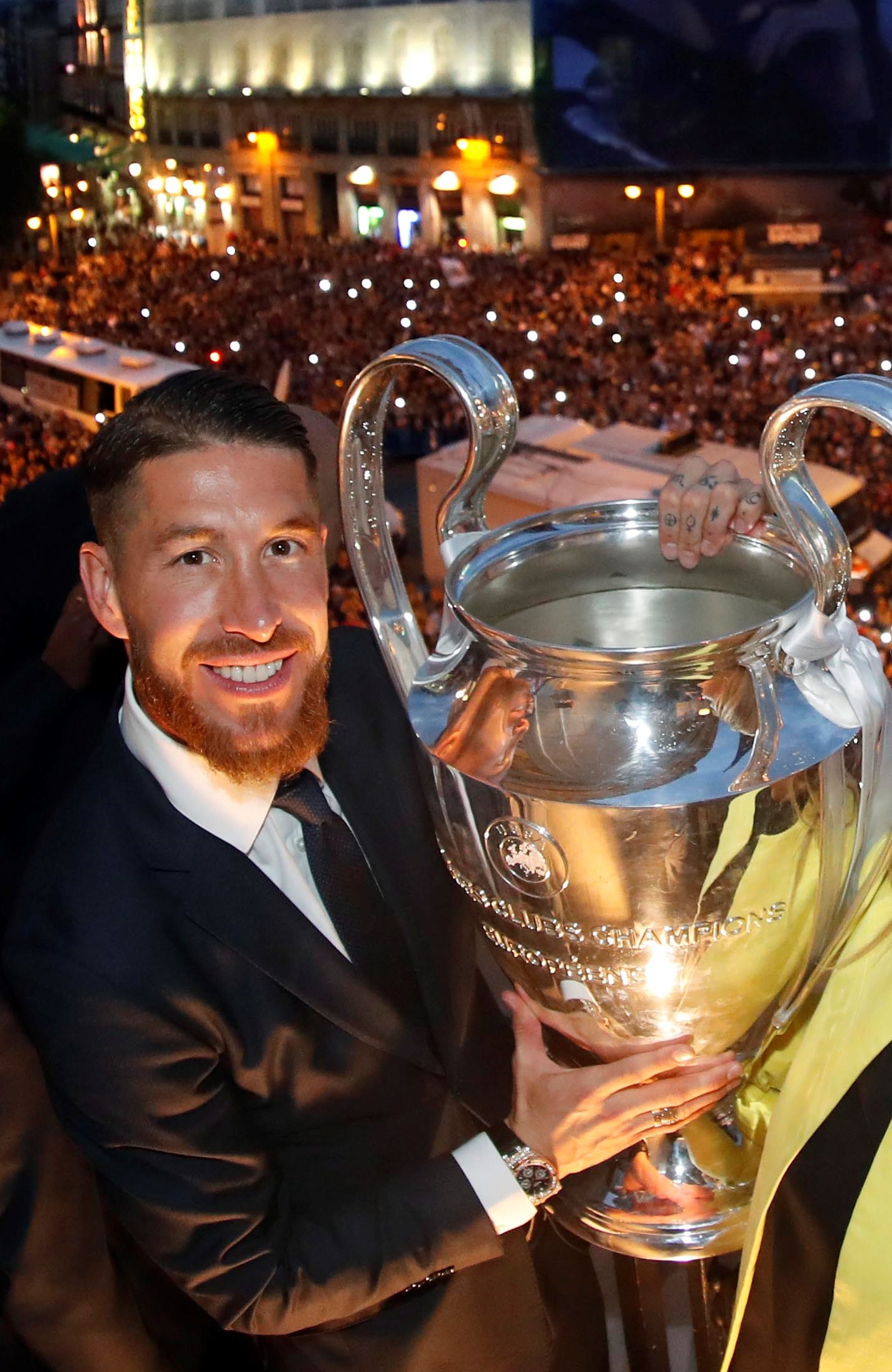
Sergio Ramos avec la Ligue des champions en 2016.

Le 4 janvier 2016, Rafael Benítez est limogé du Real Madrid à la suite de résultats décevants en Liga BBVA. Il est remplacé par le français Zinédine Zidane, nommé pour 3 saisons.
Le 27 février, le Real perd le derby de Madrid face à l'Atlético (1-0) et anéantit pratiquement toutes ses chances de remporter la Liga 2015-16 en ayant 12 points de retard sur le FC Barcelone, premier du championnat. Cependant, le 2 avril, le Real remporte le Clásico face au FC Barcelone sur le score de 1-2 au Camp Nou alors que les madrilènes n’étaient pas favoris.
Le 12 avril, l'équipe de Zidane réussit une remontée face au VfL Wolfsbourg (3-0) après avoir perdu 2-0 au match-aller en Allemagne et se qualifie pour les demi-finales de la Ligue des champions pour la 6e année consécutive face à Manchester City. Le Real finit par se qualifier pour la finale à San Siro face à son voisin madrilène l'Atletico. L'équipe remporte la 11e Ligue des Champions de l'histoire du club sur le score de 1-1 (5-3 t.a.b).
Le 9 août, lors du premier match officiel de la saison 2016-2017, le Real Madrid est confronté au FC Séville pour la Supercoupe de l'UEFA 2016. Les madrilènes l'emporte sur le score de 3-2 après prolongations et remportent la 3e Supercoupe de l'UEFA de l'histoire du club.
Le 18 septembre, le Real Madrid bat l'Espanyol Barcelone (0-2) en championnat et enchaîne une 16e victoire consécutive en Liga, Zidane établit un nouveau record dans l'histoire du club. Cependant, lors du match suivant, les madrilènes ratent l'occasion de battre le record du Barça en faisant match nul contre Villarreal (1-1).
Le 19 novembre, le Real bat l'Altético Madrid au Stade Vicente Calderón (0-3) grâce à un triplé de Cristiano Ronaldo, qui devient le meilleur buteur de l'histoire du derby madrilène.
Le 3 décembre, le Real Madrid et le FC Barcelone s'affrontent au Camp Nou lors d'un Clasico décisif pour la suite du championnat, les madrilènes avaient l'occasion de mettre les barcelonais a 9 points s'ils remportaient le match. Le Real fut d'abord mené 1-0 (but de Luis Suárez) avant d'égaliser a la 90e minute grâce au capitaine Sergio Ramos. Le match se termine par le score de 1-1 et le Real conserve ses 6 points d'avance sur le Barça et poursuit sa série d'invincibilité, qui est de 33 matchs sans la moindre défaite toutes compétitions confondues.
Le 10 décembre, le Real bat le Deportivo La Corogne lors de la 15e journée de la Liga (3-2) grâce à Sergio Ramos, encore buteur dans le temps additionnel. Cette victoire permet aux hommes de Zidane d’enchaîner un 35e match consécutif sans défaite toutes compétitions confondues en 2016, invaincus depuis la défaite face à Wolfsburg en avril dernier (2-0). Zinédine Zidane bat donc le record de Leo Beenhakker établit lors de la saison 1988/1989 qui était de 34 matchs sans défaite.
Le 18 décembre, le Real termine son année 2016 en remportant un 3e titre international, la Coupe du monde des clubs, face au club Japonais Kashima Antlers en prolongations grâce notamment au triplé de Cristiano Ronaldo. C'est la 2e fois que les merengues remportent ce trophée.
Le 12 janvier 2017, le Real Madrid affronte le FC Séville en huitièmes de finale de la Coupe du Roi. Un match de record puisque l'équipe de Zidane enchaîne un 40e match consécutif sans défaite toutes compétitions confondues et bat le record espagnol détenu par le FC Barcelone, qui était de 39 matchs sans défaite toutes compétitions confondues.
Le 15 janvier, le Real affronte une nouvelle fois le FC Séville, cette fois ci c'est lors de la 18e journée du championnat d'Espagne. Le merengues, pourtant dominateurs, sont battus par l'équipe de Jorge Sampaoli et s'inclinent pour la 1re fois après une série de 40 matchs sans défaites toutes compétitions confondues. C'est un record pour un club espagnol.
Le 1er mars, contre Las Palmas en Liga (3-3), le Real Madrid marque un but pour la 45e fois consécutive dans un match officiel toutes compétitions confondues et bat l'ancien record d'Espagne établit par le FC Barcelone entre 1942 et 1944, qui était de 44 matchs de rang en marquant un but.
Le 18 avril, le Real Madrid bat le Bayern Munich en 1/4 de finale retour de la Ligue des champions après les prolongations (4 buts à 2), grâce au triplé de Cristiano Ronaldo et devient le 1er club de l'histoire à se qualifier en demi-finale de la compétition pour la 7e saison consécutive.
Le 21 mai, après 5 ans d'attente, le Real remporte la Liga. Son 33e titre de Champion d'Espagne.

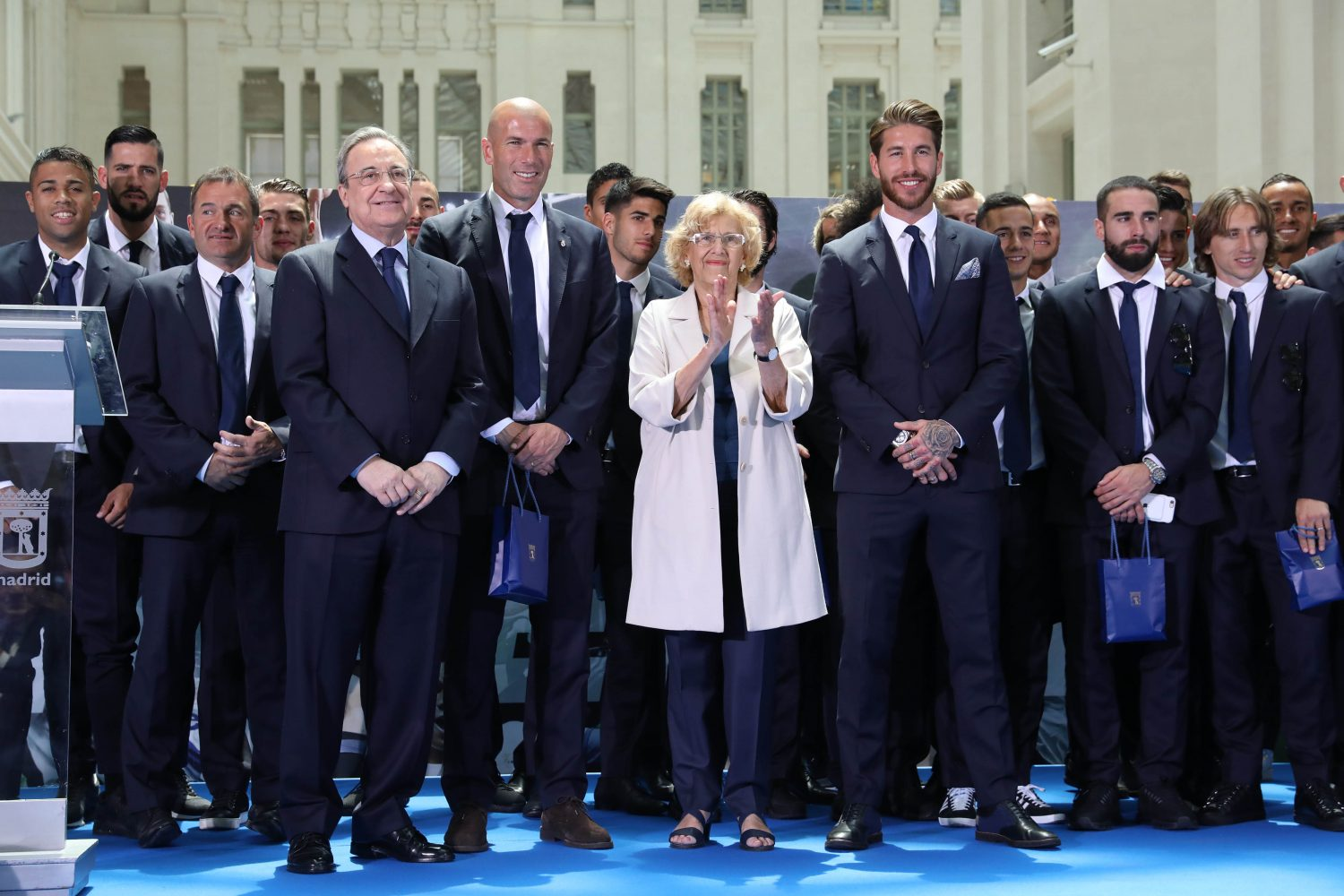
Les joueurs du Real Madrid avec Manuela Carmena, Maire de Madrid, pour célébrer le 33e titre de champion d'Espagne.

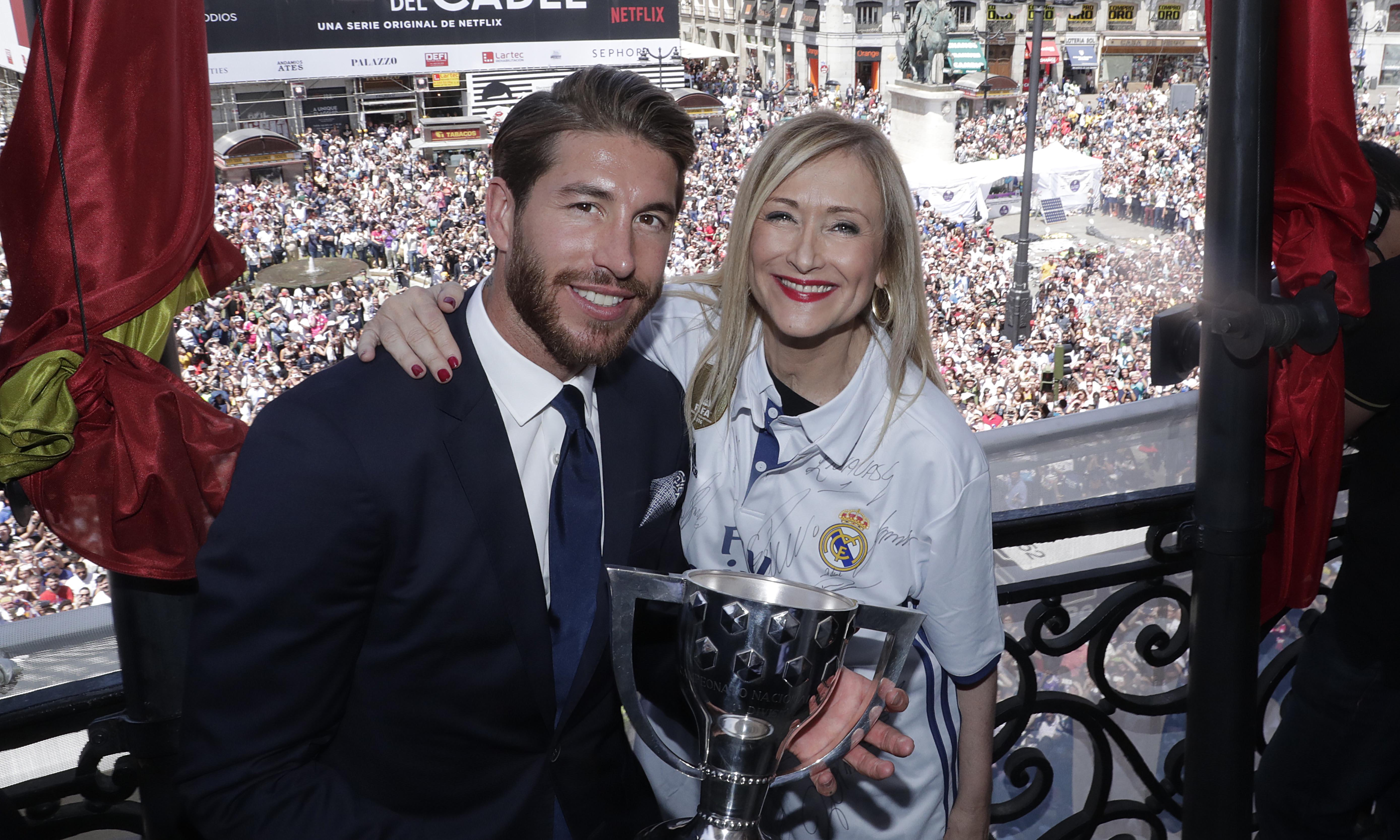
Sergio Ramos avec une réplique du trophée de Champion d'Espagne offerte à Cristina Cifuentes, présidente de la Communauté de Madrid.

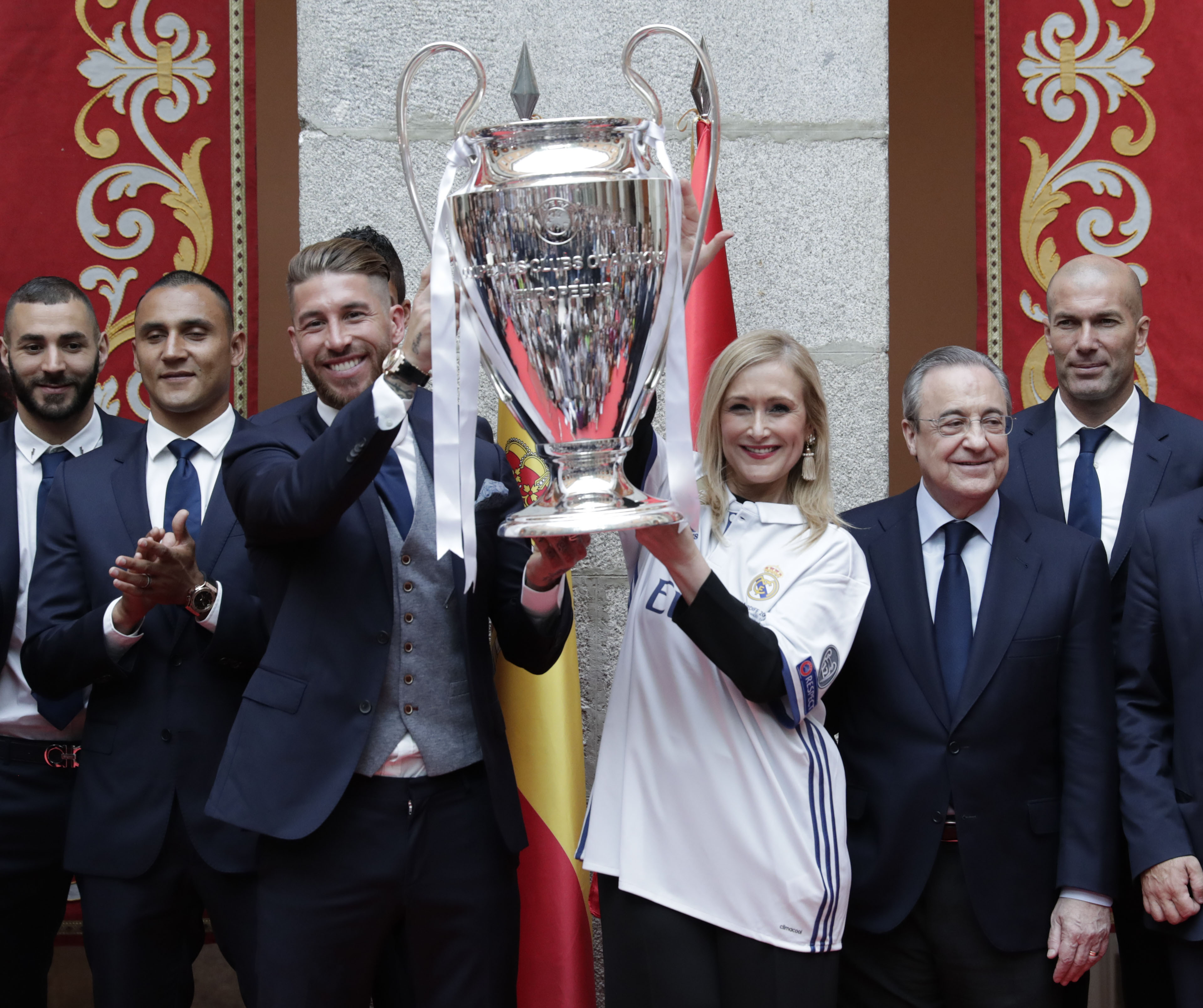
Le Real Madrid célébrant la victoire en Ligue des champions 2016-2017 avec Cristina Cifuentes.

Le 3 juin 2017, le Real Madrid remporte la Ligue des champions en battant en finale la Juventus Turin (1-4). Le Real devient le 1er club de l'histoire à conserver son titre dans l'ère moderne de la C1 depuis 1992.
Le 8 août, le Real Madrid remporte la Supercoupe de l'UEFA. Les madrilènes remportent le trophée pour la 2e année consécutive. C'est le 6e titre gagné par Zinédine Zidane sur 8 possibles depuis qu'il a été nommé entraîneur du club en janvier 2016.
Le 16 août, le Real Madrid remporte la Supercoupe d'Espagne face au FC Barcelone en ayant gagné 3-1 au Camp Nou au match aller et 2-0 au match retour au Santiago Bernabéu. C'est la 10e Supercoupe d'Espagne de l'histoire du Real et le 7e trophée de Zidane.
Le 16 décembre, le Real remporte pour la 3e fois de son histoire la Coupe du monde des clubs face au club brésilien Grêmio (1-0) et clôture l’année 2017 avec 5 titres gagnés sur 6 possibles, un record dans l’histoire du club.
Le 11 avril 2018, le Real Madrid se qualifie en demi-finale de la Ligue des champions pour la 8e fois consécutive (depuis 2011), et bat son propre record qu'il avait établi la saison passée (7).
Le 25 avril, contre le Bayern Munich en Ligue des champions, le club madrilène atteint la barre des 150 victoires dans la compétition. Ce qui est un record.
Le 26 mai, le Real Madrid remporte la Ligue des champions pour la 13e fois contre Liverpool (3-1) et devient la 1re équipe à gagner la compétition trois années de suite (depuis la nouvelle formule adoptée en 1993) après les victoires en 2016 et 2017. C'est également la première équipe à faire le triplé depuis le Bayern Munich (1974, 1975, 1976). Le Real Madrid domine l'Europe, c'est en effet le 4e trophée glané en cinq ans (2014 puis 2016, 2017, 2018). Zinédine Zidane devient le premier entraîneur de l'histoire de la Ligue des champions de l'UEFA, depuis sa création en 1955, à remporter trois coupes consécutivement. Zidane devient, déjà, le coach avec le plus de titres en C1 en deux ans et demi de carrière, il rejoint Carlo Ancelotti et Bob Paisley, de plus Zidane était déjà entraîneur adjoint de Carlo Ancelotti en 2014.

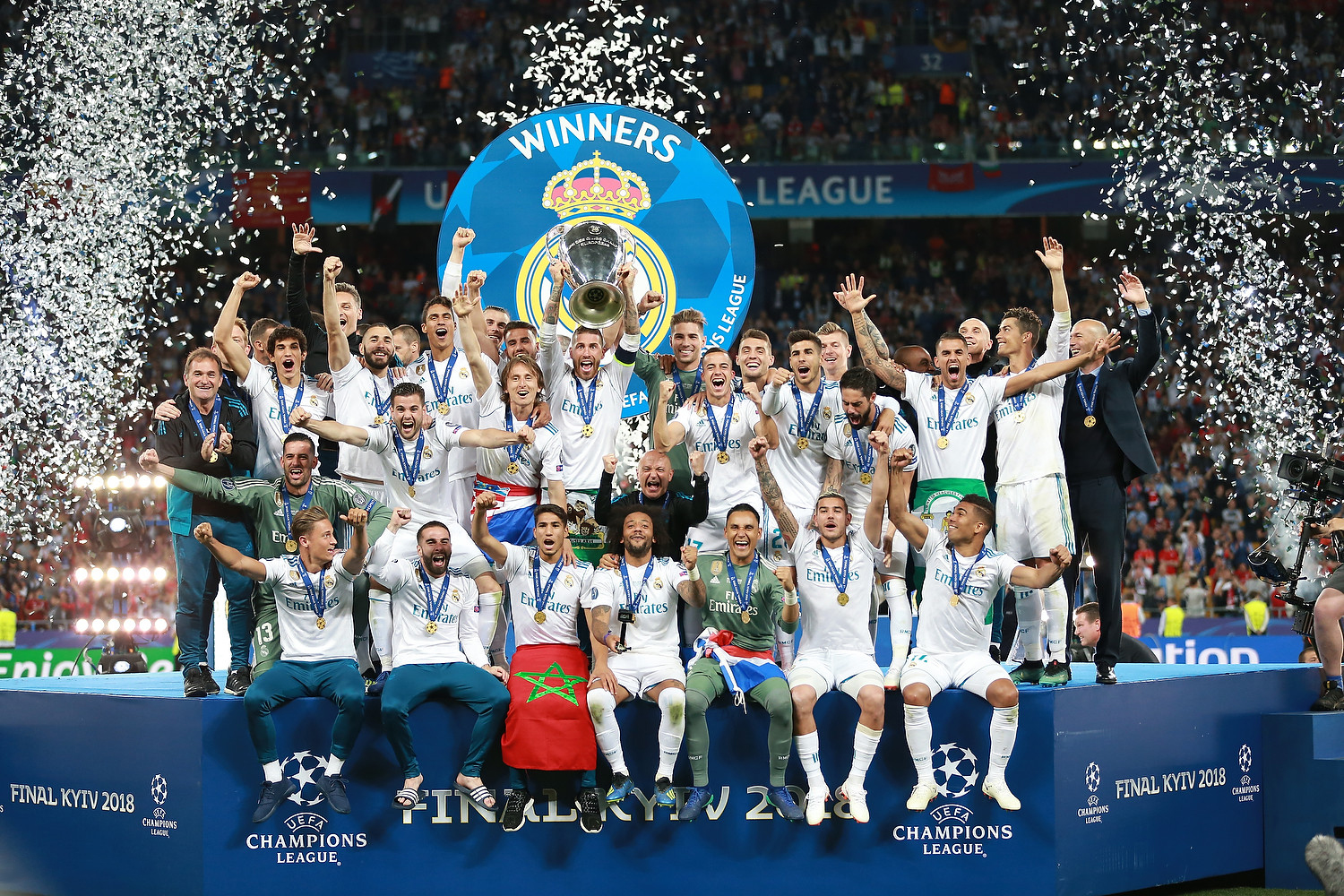
Sergio Ramos soulevant la Ligue des champions 2017-2018.

Le 31 mai 2018, Zinédine Zidane tient une conférence surprise à Madrid, aux côtés du président du Real Florentino Pérez pour annoncer sa décision de quitter son poste d'entraîneur du club. « Je pense qu'il faut le faire, pour moi, pour le club, pour tout le monde. Cette équipe doit continuer à gagner. Et pour cela, elle a besoin d'un autre discours. D'une autre méthode de travail », explique-t-il.

##### Parenthèses Lopetegui et Solari
Le 12 juin, Julen Lopetegui, sélectionneur de l'Espagne, est nommé entraîneur du Real Madrid pour les 3 prochaines saisons. Il devait rester en poste lors de la Coupe du monde mais la fédération espagnole le destitue de son poste quelques heures avant le début de la compétition,.
Le 10 juillet, le Real Madrid annonce dans un communiqué officiel que Cristiano Ronaldo quitte le club après 9 ans : « Le Real Madrid a décidé d'accéder à la volonté du joueur de quitter le club pour rejoindre la Juventus FC »,. Le portugais aura marqué 450 buts en 438 matchs (meilleur buteur de l'histoire du club) et remporté 16 trophées : 4 Ligues des champions, 3 Coupes du monde des clubs, 3 Supercoupes de l'UEFA, 2 Championnats d'Espagne, 2 Coupes d'Espagne et 2 Supercoupes d'Espagne.
Le 15 août, le Real Madrid et l'Atlético de Madrid s'affrontent dans un derby européen en finale de la Supercoupe de l'UEFA 2018. Le Real à l'occasion d'écrire encore un peu plus l'histoire en devenant la 1re équipe à remporter trois fois de suite la compétition après 2016 et 2017. Cependant les merengues sont mal menés puisque dès la 49e seconde de jeu Diego Costa ouvre le score pour l'Atlético. Le Real égalisera (Benzema 27e, 1-1) puis prendra l'avantage grâce à Ramos sur pénalty (63e, 2-1) mais verra de nouveau Diego Costa marquer un but (79e, 2-2). Le match a été jusqu'en prolongations et le Real encaisse 2 nouveaux buts qui verront le trophée lui échapper des mains. C'est la 1re finale internationale perdue par le Real Madrid depuis l'an 2000 (1-2 contre Boca Juniors en Coupe intercontinentale), 18 ans d'invincibilité et 12 finales remportées consécutivement dont : 5 Ligue des champions de l'UEFA, 3 Supercoupe de l'UEFA, 3 Coupe du monde des clubs de la FIFA, 1 Coupe Intercontinentale
.
Le 29 octobre, au lendemain de la défaite humiliante face au FC Barcelone lors du Clásico au Camp Nou (5-1) et à la suite des mauvaises performances de l'équipe qui se trouve notamment à la 9e place en championnat, le Real Madrid décide de rompre le contrat de Julen Lopetegui et nomme l'argentin Santiago Solari au poste d'entraîneur en intérim pendant 2 semaines maximum, la durée légale. Le 13 novembre il est officiellement confirmé en tant qu'entraîneur pour 3 saisons, jusqu'en juin 2021,.
Pour ces débuts, il remporte son premier match en Coupe du Roi contre Melilla (4-0). Puis se suivent 3 autres victoires dont deux en Liga et une en Ligue des champions. Il remporte donc ses quatre premiers matchs pour un total de 15 buts marqués, deux buts encaissés et trois clean-sheets.
Le 12 décembre, le Real Madrid concède sa plus lourde défaite à domicile dans son histoire en coupe d'Europe en perdant 0-3 au Santiago Bernabéu contre le CSKA Moscou.
Le 22 décembre, le Real Madrid remporte la Coupe du monde des clubs de la FIFA contre Al-Aïn (4-1), avec notamment un but du capitaine Sergio Ramos. Après les victoires en 2016 et 2017, le Real Madrid réalise un triplé historique et devient le premier club de l'histoire à remporter 3 fois consécutivement la Coupe du monde des clubs. De plus, le Real Madrid dépasse le FC Barcelone (3 titres) et devient le club le plus titré dans cette compétition (4 titres). Enfin, Sergio Ramos et Marcelo remportent leur 20e titre avec le maillot blanc.
Le 27 février 2019, le Real Madrid est éliminé en 1/2 finale de la Coupe du Roi par le FC Barcelone. Les merengues ont fait un match nul au Camp Nou (1-1), puis ont subi une lourde défaite au Santiago Bernabéu (0-3).
Le 5 mars, le Real Madrid, triple tenant du titre, est éliminé en 1/8e de finale de la Ligue des champions contre l’Ajax Amsterdam au Bernabéu (1-4), et ce malgré avoir remporté le match aller à la Johan Cruyff ArenA (1-2). Cette défaite marque un coup d’arrêt pour le Real, en effet, la dernière élimination du club en Ligue des champions datait du 13 mai 2015 face à la Juventus Turin. De plus, le Real n’avait plus échoué en huitième de finale depuis la saison 2009/2010 face à l’Olympique lyonnais. Depuis, le Real Madrid s’est qualifié en demi-finale 8 fois consécutivement et a remporté 4 fois le trophée. Cette élimination marque aussi la fin de plus de 1000 jours de règne en tant que Champion d’Europe,.

##### Le retour de Zidane (2019-2021)
Le 11 mars, au lendemain de la victoire du Real Madrid contre le Real Valladolid (1-4), le club annonce que Santiago Solari est destitué de son poste d’entraîneur de l’équipe première à la suite d'une semaine catastrophique et trois matchs perdus consécutivement à domicile, une semaine qui aura fait perdre les 3 titres au Real. Deux Clásicos perdus en 4 jours contre le Barça en Coupe du Roi (0-3, éliminé en 1/2 finale) et en Liga (0-1, distancé à 12 points). Sorti en 1/8 de finale face à l’Ajax Amsterdam en Ligue des champions, le Real Madrid annonce le retour de Zinédine Zidane. De ce fait, bien que Zidane ait fait des merveilles auparavant avec le Real, il n’a pu que limiter les dégâts et positionne le club à la 3e place de Liga avec 68 points, l’un des pires totaux de points gagnés dans l’histoire du club en une saison de championnat.
Mais l’avantage qu’a eu Zidane, à cause du fait que le Real Madrid n’avait plus rien à jouer en championnat, c’est qu’il pouvait analyser les joueurs dont il disposait et les besoins à chaque poste. De ce fait, bien avant l’ouverture officielle du mercato en Espagne, le Real enregistre plusieurs recrues estivales comme Eden Hazard, l’attaquant de Chelsea (100 millions d’euros), Luka Jović à l’Eintracht Francfort pour 60 millions d’euros, le jeune brésilien Rodrygo acheté à Santos contre 45 millions d’euros. Il faut rajouter à cela les transferts de deux défenseurs, Éder Militão, en provenance du FC Porto et Ferland Mendy, le jeune français de 24 ans acheté à l’Olympique Lyonnais contre 48 millions d’euros,,,,,.
Au niveau des départs, le Real Madrid se sépare de Mateo Kovačić, qui rejoint définitivement Chelsea à la suite de son prêt d’un an survenu la saison passée, le montant du transfert s'élève a 50 millions d’euros. Marcos Llorente est transféré à l'Atlético de Madrid contre 40 millions d'euros. Le jeune attaquant Raúl de Tomás rejoint le Benfica Lisbonne pour un montant de 20 millions d'euros. Ensuite, c'est le Français Théo Hernandez qui quitte le club et rejoint l'AC Milan contre 20 millions d'euros également.
Durant l'année 2020, le Real Madrid remporte la Supercoupe d'Espagne contre l'Atlético de Madrid et est sacré champion d'Espagne devant le FC Barcelone,.

##### Un nouveau départ avec Alonso (2025-)
Le 25 mai 2025, le Real Madrid annonce la nomination de Xabi Alonso au poste d'entraîneur pour les trois prochaines saisons, succédant ainsi à Carlo Ancelotti qui était en poste depuis les quatre dernières saisons,,. Le lendemain, l'entraîneur espagnol présenté à la presse,,. Lors du mois de mai, le club madrilène enregistre les arrivées de Dean Huijsen, et de Trent Alexander-Arnold,. Le 9 juin 2025, Xabi Alonso dirige son tout premier entraînement en tant qu’entraîneur du club. À la veille de la Coupe du monde des clubs de la FIFA, le Real Madrid accueille sa troisième recrue estival avec l'arrivée de Franco Mastantuono qui rejoindra les rangs du club espagnol à l'issue de cette édition,. Les Merengues atteignent le stade des demi-finales de la compétition mais sont éliminés par le Paris Saint-Germain, champion d'Europe en titre,.

## Palmarès

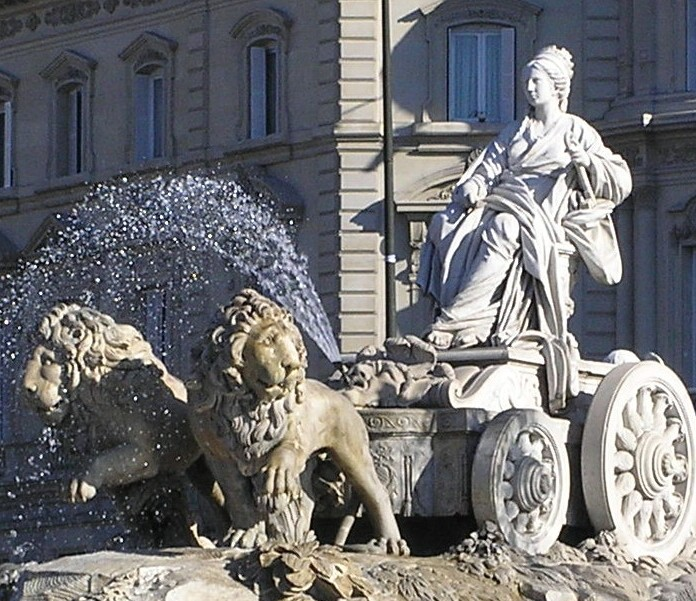
La Plaza de Cibeles est le lieu de célébration des titres du Real Madrid.

### Titres et trophées
Historiquement, le Real Madrid CF est le club le plus reconnu sur la scène mondiale, ayant remporté 31 compétitions internationales, ce qui en fait le club le plus victorieux sur la scène européenne mais aussi le premier sur la scène internationale en ce qui concerne les compétitions officiellement reconnues par l'UEFA et la FIFA. En remportant le Ligue des champions de l'UEFA en juin 2024, le Real Madrid conforte son statut de club le plus titré d'Europe avec un 101e titre gagné, un record absolu. À l'issue de la saison 2024, le Real Madrid détient notamment le record du nombre de titres en Liga (36 titres), en Ligue des champions (15 titres), en Coupe du monde des clubs (5 titres) et en Supercoupe de l'UEFA (6 titres).
En décembre 2000, le club est élu meilleur club de football du XXe siècle par la FIFA. Il a aussi reçu l'ordre du mérite de la FIFA en 2004. Le Real Madrid est autorisé à porter l'écusson des vainqueurs multiples (Multiple-winner badge) sur son maillot pour les matchs de Ligue des champions, l'ayant remportée à plus de cinq reprises. Le club détient également à ce titre et de façon permanente le véritable trophée de la Coupe des clubs champions.

#### Compétitions officielles
| Compétitions nationales | Compétitions internationales |
| --- | --- |
| Compétitions actuelles - Championnat d'Espagne (36) (record) - Vainqueur : 1932, 1933, 1954, 1955, 1957, 1958, 1961, 1962, 1963, 1964, 1965, 1967, 1968, 1969, 1972, 1975, 1976, 1978, 1979, 1980, 1986, 1987, 1988, 1989, 1990, 1995, 1997, 2001, 2003, 2007, 2008, 2012, 2017, 2020, 2022 et 2024. - Vice-champion : 1929, 1934, 1935, 1936, 1942, 1945, 1959, 1960, 1966, 1981, 1983, 1984, 1992, 1993, 1999, 2005, 2006, 2009, 2010, 2011, 2013, 2015, 2016, 2021, 2023 et 2025. - Coupe d'Espagne (20) - Vainqueur : 1905, 1906, 1907, 1908, 1917, 1934, 1936, 1946, 1947, 1962, 1970, 1974, 1975, 1980, 1982, 1989, 1993, 2011, 2014 et 2023 - Finaliste : 1903, 1916, 1918, 1924, 1929, 1930, 1933, 1940, 1943, 1958, 1960, 1961, 1968, 1979, 1983, 1990, 1992, 2002, 2004, 2013 et 2025. - Supercoupe d'Espagne (13) - Vainqueur : 1988, 1989, 1990, 1993, 1997, 2001, 2003, 2008, 2012, 2017, 2020, 2022 et 2024. - Finaliste : 1983, 1995, 2007, 2011, 2014, 2023 et 2025. Anciennes compétitions - Coupe de la Ligue (de 1983 à 1986) (1) - Vainqueur en 1985. - Finaliste en 1983. - Coupe Eva Duarte (de 1947 à 1953) (1) - Vainqueur en 1947. - Copa Gran Peña (1) - Vainqueur en 1902. | Compétitions actuelles - Coupe du monde des clubs de la FIFA (5) (record) - Vainqueur : 2014, 2016, 2017, 2018 et 2022. - Coupe intercontinentale de la FIFA (1) - Vainqueur : 2024 - Ligue des champions de l'UEFA (15) (record) - Vainqueur : 1956, 1957, 1958, 1959, 1960, 1966, 1998, 2000, 2002, 2014, 2016, 2017, 2018, 2022 et 2024. - Finaliste : 1962, 1964 et 1981. - Coupe UEFA (2) - Vainqueur : 1985 et 1986. - Supercoupe de l'UEFA (6) (record) - Vainqueur : 2002, 2014, 2016, 2017, 2022 et 2024. - Finaliste : 1998, 2000 et 2018. Anciennes compétitions - Coupe intercontinentale (de 1960 à 2004) (3) (record) - Vainqueur en 1960, 1998 et 2002. - Finaliste en 1966 et 2000. - Coupe des vainqueurs de coupe de l'UEFA (de 1960 à 1999) - Finaliste en 1971 et 1983. - Copa Iberoamericana (1) - Vainqueur en 1994. - Coupe Latine (de 1949 à 1957) (2) (co-record) - Vainqueur en 1955 et 1957. |

#### Compétitions régionales
Dès sa création, le futur Real Madrid dispute le championnat local (en). Sa première édition est organisée sous le nom Championnat de Madrid en 1902-1903. Il reste d'abord non officiel, bien qu'il soit qualificatif pour la Coupe du Roi. Repris en 1913 par la RFEF, la fédération royale espagnole, il devient dès lors le Championnat régional de Madrid, jusqu'en 1931. Le club remporte le championnat 18 fois, en 1904, 1905, 1906, 1907, 1908, 1913, 1916, 1917, 1918, 1920, 1922, 1923, 1924, 1926, 1927, 1929, 1930 et 1931.
À partir de 1932, après l’avènement de la Seconde République espagnole, le championnat change souvent de format en étant élargi aux équipes des régions avoisinantes. Il est souvent appelé à cette époque Trofeo Mancomunados. Le club madrilène remporte le trophée chaque année de 1932 à 1936, avant que n'éclate la Guerre civile.

#### Compétitions amicales
De par son prestige, le Real Madrid est régulièrement invité à des compétitions de gala dans le monde entier, et a remporté ainsi de nombreux trophées amicaux. On peut citer notamment le Trophée Santiago Bernabéu, qu'il organise lui-même depuis 1979 et qu'il a remporté pour la 28e fois en 2018, le Trophée Teresa-Herrera de La Corogne, remporté en 2013 pour la 9e fois, ainsi que le Trophée Naranja de Valence, le Trophée de la ville de Barcelone, le Trophée Ramón de Carranza de Cadix, le Trophée Costa del Sol de Malaga, la Coupe Mohammed V au Maroc ou encore le World Football Challenge (et son remplaçant l'International Champions Cup) aux États-Unis, tous remportés au moins une fois.

### Records sportifs
Nombre de titres
- Plus grand nombre de titres en Championnat d'Espagne : 36 (record espagnol)
- Plus grand nombre de titres en Ligue des champions : 15 (record absolu)
- Plus grand nombre de titres en Supercoupe de l'UEFA : 6 record absolu
- Plus grand nombre de titres en Coupe intercontinentale : 3 (codétenu avec l'AC Milan, Boca Juniors, Nacional et Peñarol) (record absolu partagé)
- Plus grand nombre de titres en Coupe du monde des clubs de la FIFA : 5 (record absolu)
- Plus grand nombre de titres en Coupe Latine : 2 (codétenu avec le FC Barcelone et l'AC Milan) (record absolu partagé)
- Plus grand nombre de titres consécutifs en Ligue des champions : 5 (1956-1960) (record absolu)
- Plus grand nombre de titres consécutifs en Championnat d'Espagne : 5 (1961-1965 et 1986-1990) (record absolu)
- Plus grand nombre de titres consécutifs en Coupe d'Espagne : 4 (1905-1908), codétenu avec l'Athletic Bilbao et le FC Barcelone (record espagnol partagé)
- Plus grand nombre de titres consécutifs en Coupe du monde des clubs de la FIFA : 3 (2016-2018) (record absolu)

Championnat d'Espagne
- Plus grand nombre de saisons consécutives : 88 (codétenu avec l'Athletic Bilbao et le FC Barcelone) (record espagnol partagé)
- Plus grand nombre de victoires : 1508 (record espagnol)
- Plus grand nombre de victoires en une saison : 32, soit 84,21 % des matchs (2012) (record espagnol)
- Plus grand nombre de victoires à l'extérieur en une saison : 16, soit 84,21 % des matchs (2012) (record espagnol)
- Plus grand nombre de points en une saison : 100 Points (2012), codétenu avec le FC Barcelone (record espagnol partagé)
- Plus petit nombre de défaites en une saison : 0 (1932), codétenu avec l'Athletic Bilbao (record espagnol partagé)
- Plus grand nombre de buts marqués en une saison : 121, soit 3,18 par match en moyenne (2011-2012) (record espagnol)
- Plus grand nombre de buts marqués en phase aller : 67, soit 3,53 par match en moyenne (2011-2012) (record espagnol)
- Plus grand nombre de joueurs ayant été meilleur buteur : 13 joueurs (26 fois à eux tous) (record espagnol)

Palmarès individuels
- Plus grand nombre de titres pour un joueur en Liga : Francisco Gento, 12 titres. (record espagnol absolu)
- Plus grand nombre de titres pour un joueur en Ligue des champions : Francisco Gento, Luka Modrić, Nacho, Dani Carvajal, Toni Kroos, 6 titres. (record absolu)

Divers
- Plus large victoire en finale de Coupe d'Espagne : Real Madrid 6-1 Castilla (1980), codétenu avec l'Athletic Bilbao (record espagnol partagé)
- Record d'invincibilité à domicile : 2940 jours (8 ans et 18 jours) soit 121 matchs (record espagnol)
- Plus grand nombre de matchs consécutifs sans défaites toutes compétitions confondues : 40[97] (Saisons 2015-2016 et 2016-2017) (record espagnol)
- Plus grand nombre de matchs consécutifs en marquant au moins un but toutes compétitions confondues : 73 (Saisons 2015-2016, 2016-2017 et 2017-2018) (record absolu partagé)[98]
- Victoires consécutives en matchs officiels toutes compétitions confondues : 22 (2014)[99] (record espagnol) — à deux matchs du record mondial détenu par le club brésilien de Coritiba (24)[100].
- Plus grand nombre de qualifications consécutives en demi-finale de la Ligue des champions : 8[56] (record absolu)
- Plus grand nombre de titres consécutifs en Ligue des champions ancienne formule (1955-1992) : 5 (1956, 1957, 1958, 1959, 1960) et nouvelle formule (depuis 1993) : 3 (2016, 2017, 2018) (record absolu)
- Carlo Ancelotti a signé une 78e victoire pour son 100e match le 22 février 2015 avec les Madrilènes pour 10 nuls et 12 défaites. Il devance de justesse José Mourinho qui en a réalisé 77 lors de son passage à Santiago Bernabéu. Dans l’histoire du club, aucun entraîneur n’a encore fait mieux que l’entraîneur arrivé du PSG.
- Cristiano Ronaldo, l'attaquant du Real Madrid, est le premier joueur de l'histoire de la Liga à marquer 30 buts ou plus lors de six saisons consécutives. (record espagnol)
- Cristiano Ronaldo est le premier joueur à avoir atteint la barre des 50 buts pendant six saisons consécutives (2011-2016). (record absolu)

## Personnalités du club

### Présidents
Depuis sa création, le Real Madrid a appartenu et a été géré uniquement par ses membres appelés socios, au contraire de la plupart des clubs européens. Santiago Bernabéu reste celui qui a été le plus longtemps président du club (35 ans de 1943 à 1978). En juillet 2000, l'ancien joueur du Real Madrid, Alfredo Di Stéfano, a été nommé président d'honneur. Mais un des présidents du Real Madrid est aujourd'hui dans l'histoire du football. Il s'agit de Florentino Pérez qui a réalisé 4 des 10 transferts les plus onéreux de l'histoire (Cristiano Ronaldo, Bale, Rodríguez, Zidane).

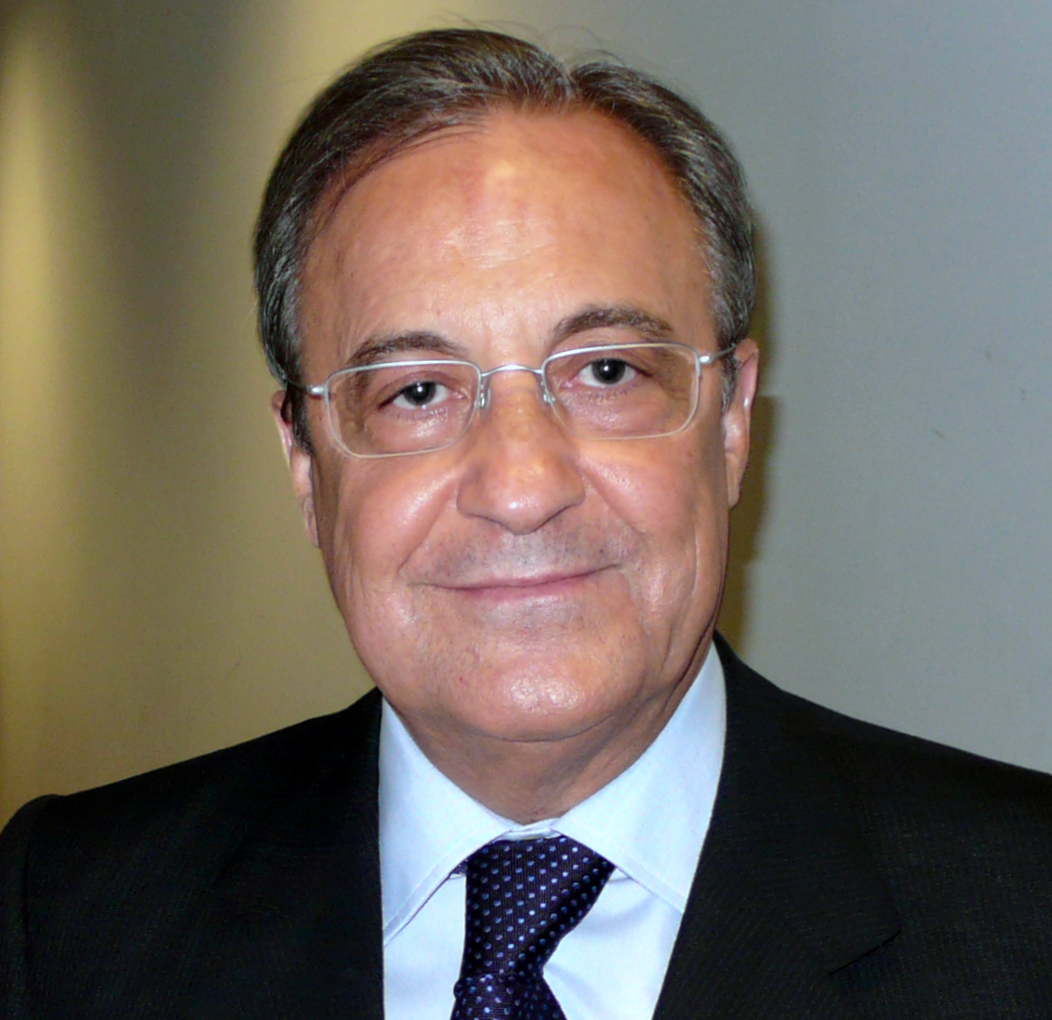
Florentino Pérez est l'actuel président du club depuis 2009.

| N° | Pays                 | Nom                      | Période   |
| -- | -------------------- | ------------------------ | --------- |
| 1  | Drapeau de l'Espagne | Julián Palacios          | 1900-1902 |
| 2  | Drapeau de l'Espagne | Juan Padrós              | 1902-1904 |
| 3  | Drapeau de l'Espagne | Carlos Padrós            | 1904-1908 |
| 4  | Drapeau de l'Espagne | Adolfo Meléndez          | 1908-1916 |
| 5  | Drapeau de l'Espagne | Pedro Parages            | 1916-1926 |
| 6  | Drapeau de l'Espagne | Luis de Urquijo          | 1926-1930 |
| 7  | Drapeau de l'Espagne | Luis Usera               | 1930-1935 |
| 8  | Drapeau de l'Espagne | Rafael Sánchez Guerra    | 1935-1936 |
| 9  | Drapeau de l'Espagne | Antonio Ortega Gutiérrez | 1937-1938 |
| 10 |                      | Adolfo Meléndez          | 1939-1940 |

| N° | Pays | Nom                    | Période     |
| -- | ---- | ---------------------- | ----------- |
| 11 |      | Antonio Santos Peralba | 1940-1943   |
| 12 |      | Santiago Bernabéu      | 1943-1978   |
| 13 |      | Luis de Carlos Ortiz   | 1978-1985   |
| 14 |      | Ramón Mendoza          | 1985-1995   |
| 15 |      | Lorenzo Sanz           | 1995-2000   |
| 16 |      | Florentino Pérez       | 2000-2006   |
| 17 |      | Ramón Calderón         | 2006-2009   |
| 18 |      | Vicente Boluda         | 2009        |
| 19 |      | Florentino Pérez       | depuis 2009 |

### Entraîneurs
| N° | Pays                    | Nom                     | Période   |
| -- | ----------------------- | ----------------------- | --------- |
| 1  | Drapeau : Irlande (île) | Arthur Johnson (en)     | 1910-1920 |
| 2  | Drapeau de l'Espagne    | Juan De Cárcer (en)     | 1920-1926 |
| 3  | Drapeau de l'Espagne    | Santiago Bernabéu       | 1926-1927 |
| 4  | Drapeau de l'Espagne    | José Berraondo          | 1927-1929 |
| 5  | Drapeau de l'Espagne    | José Quirante           | 1929-1930 |
| 6  |                         | Lippo Hertzka           | 1930-1932 |
| 7  |                         | Robert Firth (en)       | 1932-1934 |
| 8  |                         | Francisco Bru           | 1934-1941 |
| 9  |                         | Juan Armet (en)         | 1941-1943 |
| 10 |                         | Ramón Encinas           | 1943-1945 |
| 11 | Drapeau de l'Espagne    | Jacinto Quincoces       | 1945-1946 |
| 12 | Drapeau de l'Espagne    | Baltasar Albéniz (en)   | 1946-1947 |
| 13 | Drapeau de l'Espagne    | Jacinto Quincoces       | 1947-1948 |
| 14 |                         | Michael Keeping         | 1948-1950 |
| 15 | Drapeau de l'Espagne    | Baltasar Albéniz (en)   | 1950-1951 |
| 16 |                         | Héctor Scarone          | 1951-1952 |
| 17 | Drapeau de l'Espagne    | Juan Antonio Ipiña (en) | 1952-1953 |
| 18 |                         | Enrique Fernández Viola | 1953-1954 |
| 19 | Drapeau de l'Espagne    | José Villalonga         | 1954-1957 |
| 20 |                         | Luis Carniglia          | 1957-1959 |
| 21 | Drapeau de l'Espagne    | Miguel Muñoz            | 1959      |

| N° | Pays                                                          | Nom                   | Période   |
| -- | ------------------------------------------------------------- | --------------------- | --------- |
| 22 |                                                               | Luis Carniglia        | 1959      |
| 23 |                                                               | Manuel Fleitas Solich | 1959-1960 |
| 24 | Drapeau de l'Espagne                                          | Miguel Muñoz          | 1960-1974 |
| 25 | Drapeau de la République fédérative socialiste de Yougoslavie | Miljan Miljanić       | 1974-1977 |
| 26 |                                                               | Luis Molowny          | 1977-1979 |
| 27 | Drapeau de la République fédérative socialiste de Yougoslavie | Vujadin Boškov        | 1979-1982 |
| 28 |                                                               | Luis Molowny          | 1982      |
| 29 |                                                               | Alfredo Di Stéfano    | 1982-1984 |
| 30 |                                                               | Amancio Amaro         | 1984-1985 |
| 31 |                                                               | Luis Molowny          | 1985-1986 |
| 32 |                                                               | Leo Beenhakker        | 1986-1989 |
| 33 |                                                               | John Toshack          | 1989-1990 |
| 34 |                                                               | Alfredo Di Stéfano    | 1990-1991 |
| 35 | Drapeau de la République fédérative socialiste de Yougoslavie | Radomir Antić         | 1991-1992 |
| 36 |                                                               | Leo Beenhakker        | 1992      |
| 37 |                                                               | Benito Floro          | 1992-1994 |
| 38 |                                                               | Jorge Valdano         | 1994-1996 |
| 39 |                                                               | Arsenio Iglesias      | 1996      |
| 40 |                                                               | Fabio Capello         | 1996-1997 |
| 41 |                                                               | Jupp Heynckes         | 1997-1998 |
| 42 |                                                               | José Antonio Camacho  | 1998      |

| N° | Pays | Nom                   | Période   |
| -- | ---- | --------------------- | --------- |
| 43 |      | Guus Hiddink          | 1998-1999 |
| 44 |      | John Toshack          | 1999      |
| 45 |      | Vicente del Bosque    | 1999-2003 |
| 46 |      | Carlos Queiroz        | 2003-2004 |
| 47 |      | José Antonio Camacho  | 2004      |
| 48 |      | Mariano García Remón  | 2004      |
| 49 |      | Vanderlei Luxemburgo  | 2004-2005 |
| 50 |      | Juan Ramón López Caro | 2005-2006 |
| 51 |      | Fabio Capello         | 2006-2007 |
| 52 |      | Bernd Schuster        | 2007-2008 |
| 53 |      | Juande Ramos          | 2008-2009 |
| 54 |      | Manuel Pellegrini     | 2009-2010 |
| 55 |      | José Mourinho         | 2010-2013 |
| 56 |      | Carlo Ancelotti       | 2013-2015 |
| 57 |      | Rafael Benítez        | 2015-2016 |
| 58 |      | Zinédine Zidane       | 2016-2018 |
| 59 |      | Julen Lopetegui       | 2018      |
| 60 |      | Santiago Solari       | 2018-2019 |
| 61 |      | Zinédine Zidane       | 2019-2021 |
| 62 |      | Carlo Ancelotti       | 2021-2025 |
| 63 |      | Xabi Alonso           | 2025-     |

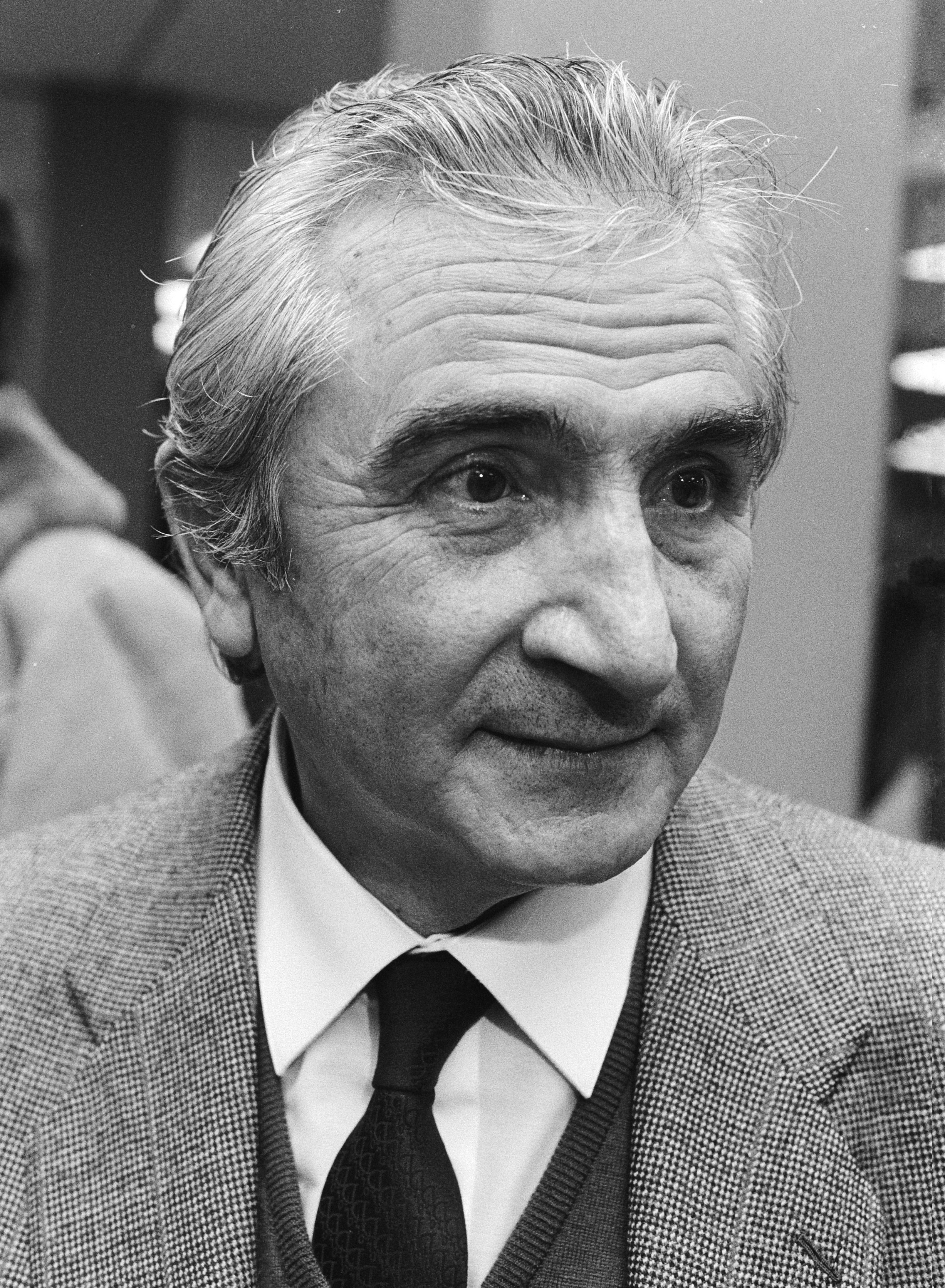
Muñoz, entraîneur le plus titré du club (14 titres).
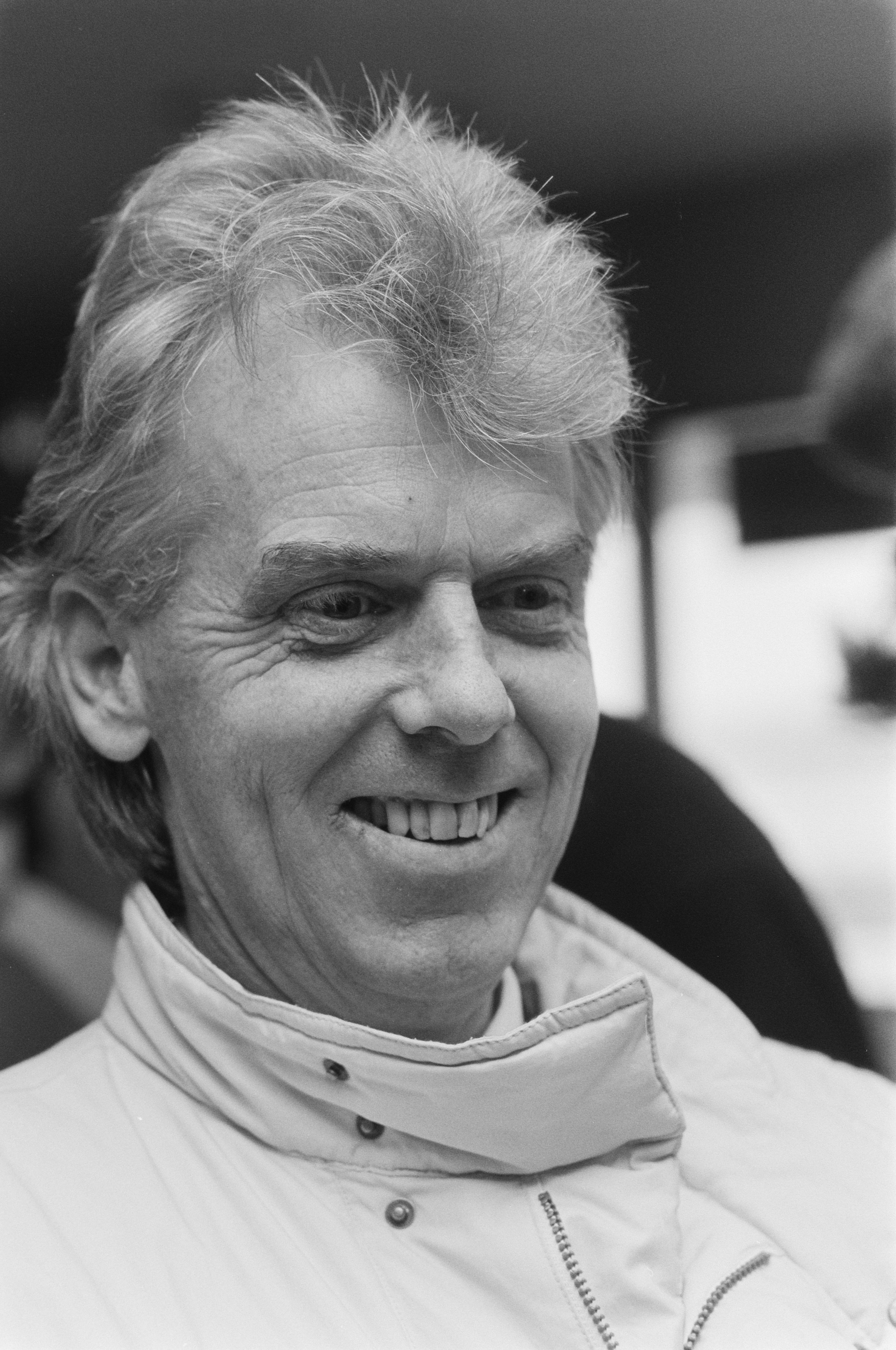
Beenhakker, vainqueur de trois Liga consécutives.
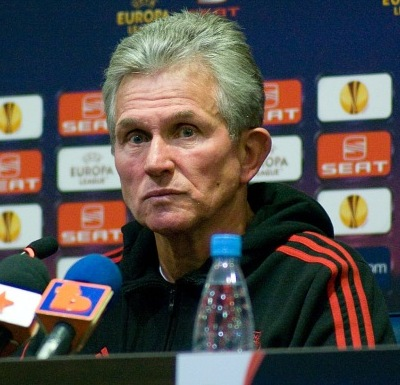
Heynckes, vainqueur de la 7e Ligue des champions.
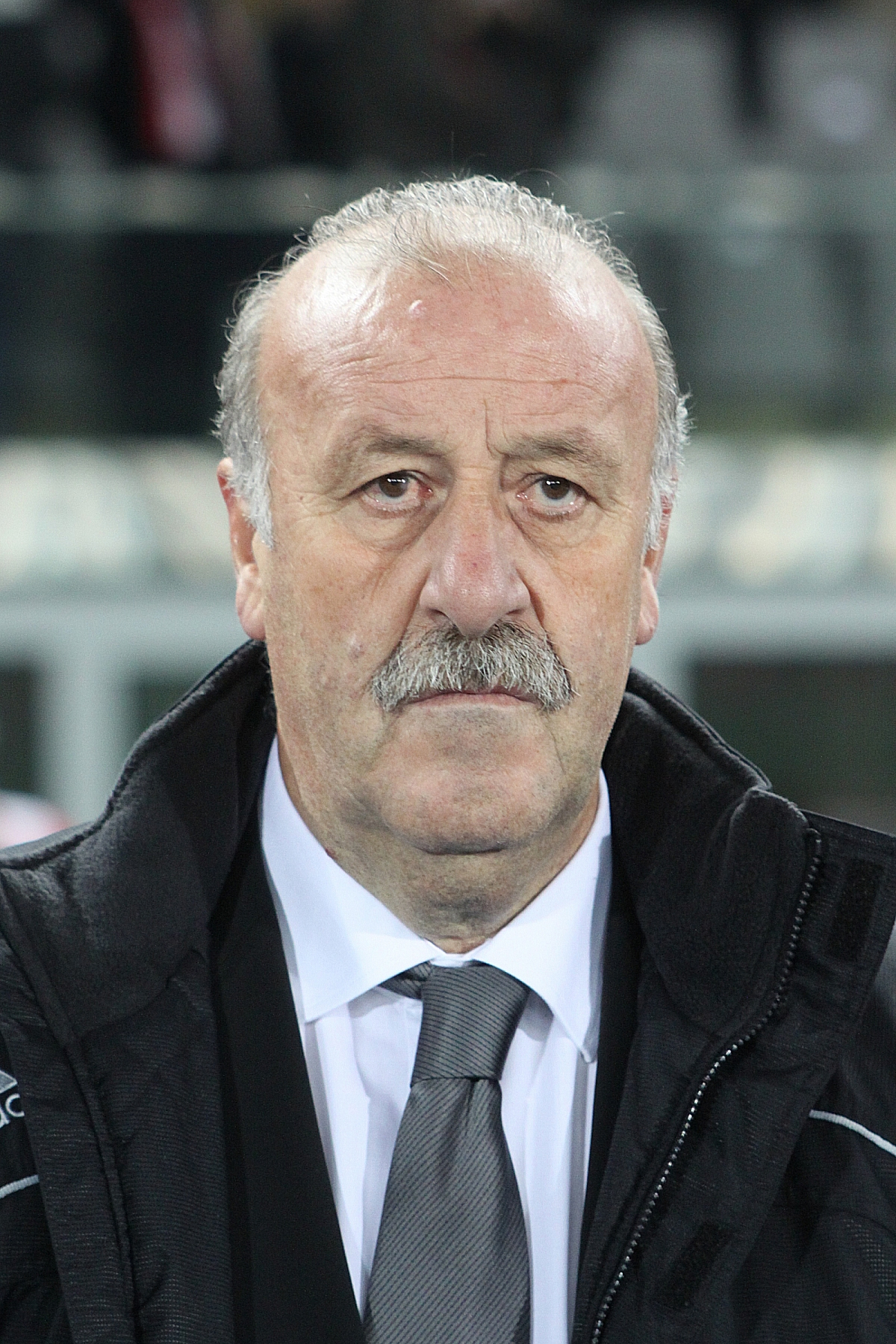
Del Bosque, vainqueur des 8e et 9e Ligue des champions.
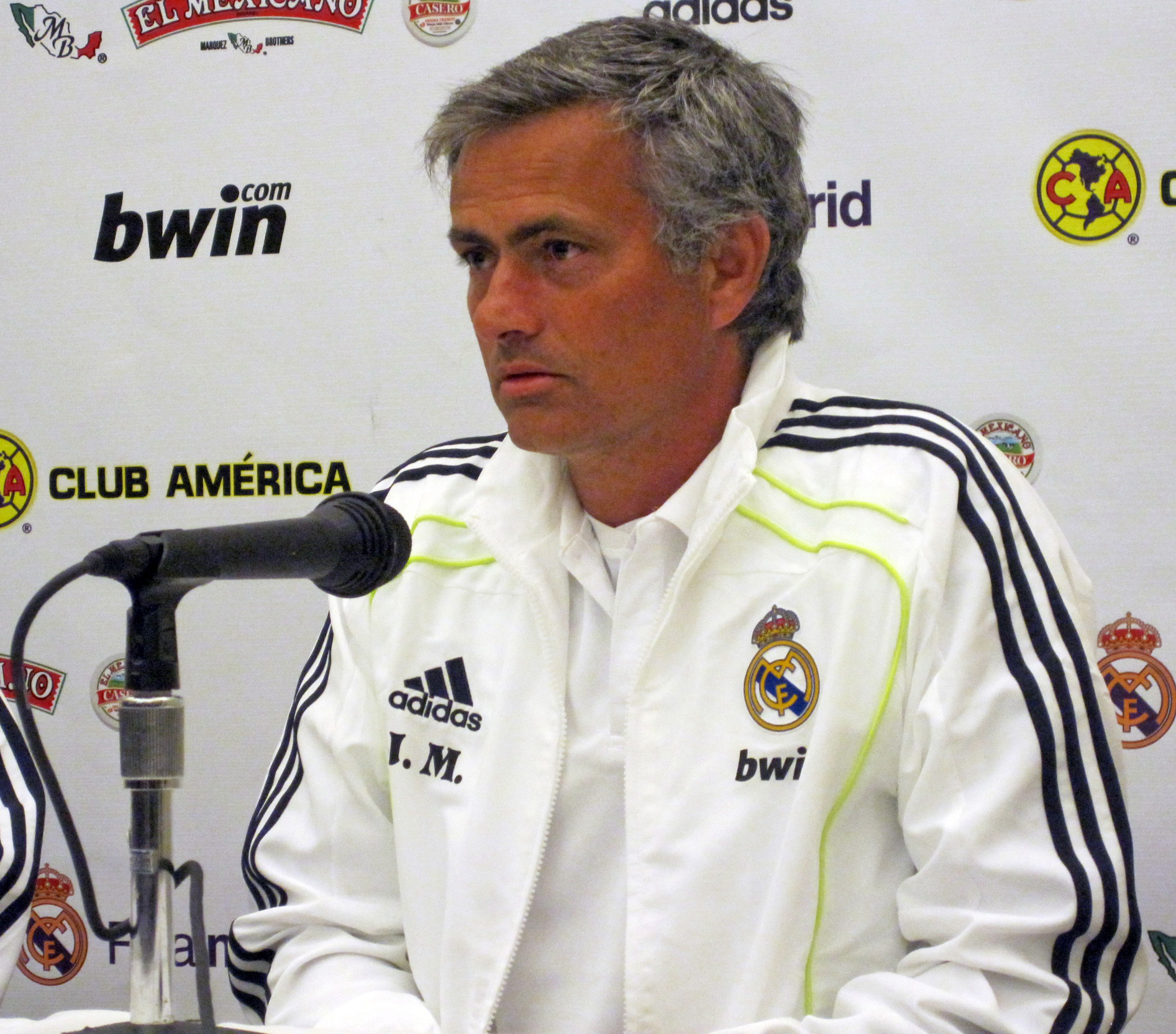
Mourinho, recordman de points en Liga (100 pts).
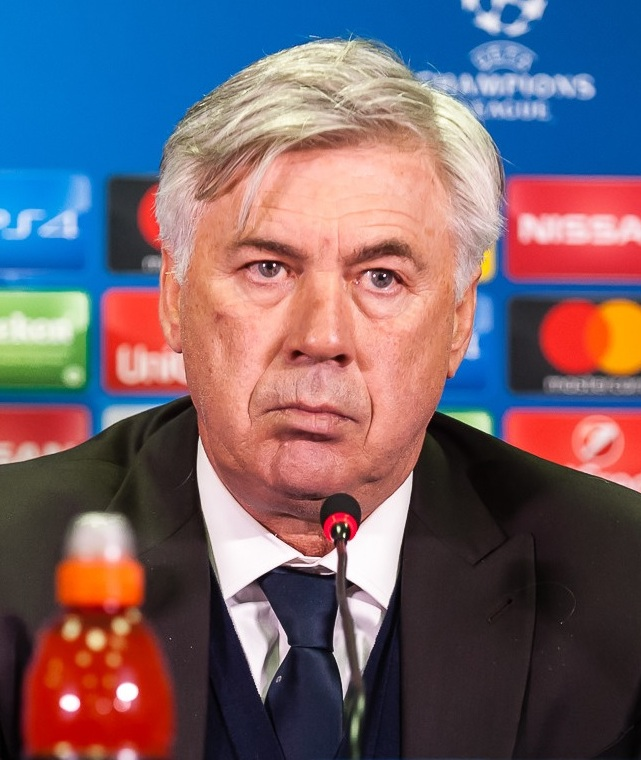
Ancelotti, vainqueur des 10e, 14e et 15e Ligue des champions.
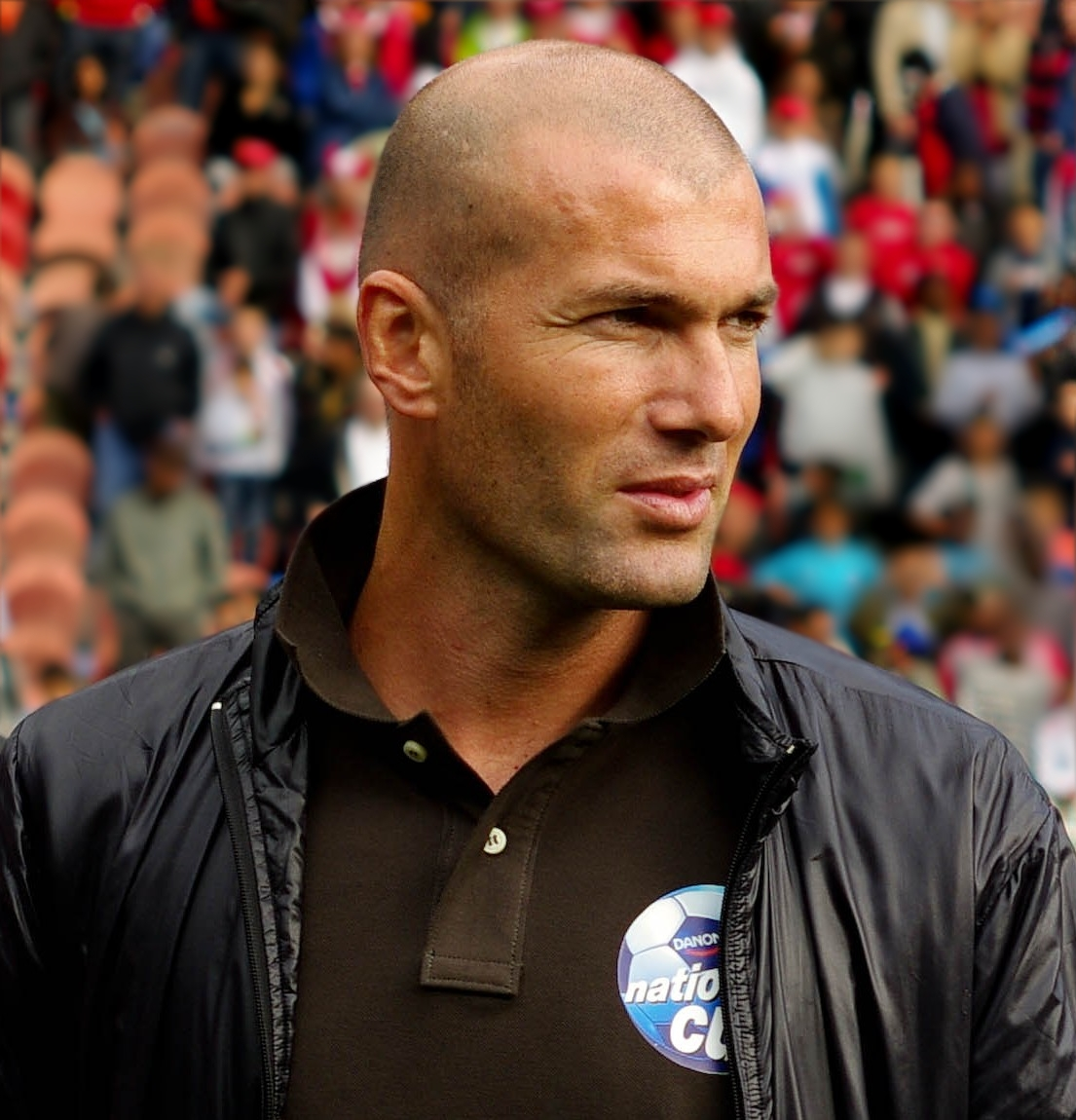
Zidane, vainqueur de trois Ligue des champions consécutives (11e, 12e et 13e).

### Joueurs emblématiques

#### Joueurs célèbres d'hier et d'aujourd'hui
À l'occasion des 110 ans du club, le site internet du journal Marca organise un vote auprès de ses internautes pour désigner le onze idéal des joueurs du Real Madrid de 1902 à 2012. Le résultat est dévoilé le 7 mars 2012. L'équipe type des 110 ans du Real Madrid est la suivante : Casillas - Roberto Carlos, Hierro, Sergio Ramos - Redondo, Zidane - Míchel, Puskás - Di Stéfano, Raúl et Cristiano Ronaldo.
En avril 2013, le Real Madrid affronte Galatasaray avec un seul joueur espagnol au coup d'envoi. À la suite de cette rencontre, Marca organise un vote afin que ses internautes désignent le onze type des joueurs étrangers du Real Madrid. Le résultat du vote, publié le 11 avril 2013 est le suivant : Illgner - Roberto Carlos, Varane, Cannavaro - Redondo, Zidane, Figo, M. Laudrup - Cristiano Ronaldo, Ronaldo et Di Stéfano.
Sur son site internet, le Real Madrid a désigné 208 joueurs comme étant des « joueurs de légende ».
- Agüero (1965-1966)
- Ico Aguilar (1971-1979)
- Agustín (1975-1990)
- Amancio (1962-1976)
- José Amavisca (1994-1998)
- Nicolas Anelka (1999-2000)
- Antonio Ruiz (1957-1962)
- Carlos Aranda (1999-2002)
- José Araquistáin (1961-1968)
- Álvaro Arbeloa (2009-2016)
- Marco Asensio (2016-2023)
- Atienza I (es) (1953-1955)
- Atienza II (1954-1960)
- Juan Bagur (es) (1959-1961)
- Gareth Bale (2013-2022)
- Elvir Baljić (1999-2002)
- Sabino Barinaga (1940-1950)
- José Becerril (1953-1958)
- David Beckham (2003-2007)
- Goyo Benito (1969-1982)
- Karim Benzema (2009-2023)
- Berasaluce (1955-1960)
- Santiago Bernabéu (1911-1928)
- Antonio Betancort (1961-1971)
- Paul Breitner (1974-1977)
- Julio César Britos (1953-1955)
- Isidro Brunet (1957-1958)
- Emilio Butragueño (1982-1995)
- Francisco Buyo (1986-1997)
- Miguel Cabrera (1947-1954)
- Antonio Calpe (1965-1971)
- Camacho (1973-1989)
- Campa (es) (1953-1955)
- Canário (1959-1962)
- Fabio Cannavaro (2006-2009)
- Santiago Cañizares (1994-1998)
- Casado (1960-1966)
- Casemiro (2013-2022)
- Kiko Casilla (2015-2019)
- Iker Casillas (1999-2015)
- Castaño (1955-1958)
- Celades (2000-2005)
- César Sánchez (2000-2005)
- Chendo (1982-1998)
- Chus Alonso (1935-1948)
- Ciriaco Errasti (1931-1936)
- Fábio Coentrão (2011-2017)
- José Corona (1943-1948)
- Cosme (es) (1952-1955)
- Cristiano Ronaldo (2009-2018)
- Laurie Cunningham (1979-1982)
- Danilo (2015-2017)
- Pedro de Felipe (1964-1972)
- Vicente del Bosque (1968-1984)
- Luis del Sol (1960-1962)
- Ángel Di María (2010-2014)
- Alfredo Di Stéfano (1953-1964)
- Didi (1959-1960)
- Diego López (2004-2014)
- Rogelio Domínguez (1957-1962)
- Eulogio Aranguren (en) (1911-1921)
- Evaristo de Macedo (1962-1965)
- Félix Pérez (es) (1921-1928)
- Félix Ruiz (1961-1969)
- Felo (1960-1965)
- Fernando Sanz (1995-1999)
- Luís Figo (2000-2005)
- Flávio Conceição (2000-2003)
- Gabriel Alonso (1951-1954)
- Ricardo Gallego (1973-1989)
- Mariano García Remón (1966-1986)
- Gaspar Rubio (en) (1928-1930)
- Francisco Gento (1953-1971)
- Geremi (1999-2002)
- Rafael Gordillo (1985-1992)
- Fernand Goyvaerts (1965-1967)
- Ramón Grosso (1959-1976)
- Guti (1995-2010)
- Héctor Ramos (es) (1958-1959)
- Iván Helguera (1999-2007)
- Herrera (1958-1962)
- Fernando Hierro (1989-2003)
- Hugo Sánchez (1985-1992)
- Asier Illarramendi (2013-2015)
- Bodo Illgner (1996-2001)
- Ipiña (en) (1939-1949)
- Isco (2013-2022)
- Isidro (1961-1965)
- Iván Campo (1998-2002)
- Jaime (1997-1999)
- Jaime Blanco (1965-1968)
- James Rodríguez (2014-2020)
- Jesé (2013-2016)
- José Luis (en) (1964-1976)
- José María Peña (1926-1932)
- Joseíto (1951-1959)
- Juanito (gl) (1953-1957)
- Juanito (1977-1987)
- Juanito Alonso (1949-1963)
- Júlio César (1999-2000)
- Kaká (2009-2013)
- Aitor Karanka (1997-2002)
- Christian Karembeu (1998-2000)
- Keylor Navas (2014-2019)
- Sami Khedira (2010-2015)
- Raymond Kopa (1956-1959)
- Mateo Kovačić (2015-2018)
- Michael Laudrup (1994-1996)
- Jaime Lazcano (1928-1934)
- Simón Lecue (1935-1942)
- Rafael Lesmes (1952-1960)
- Luis Regueiro (1931-1936)
- Antonio Maceda (1985-1988)
- Alberto Machimbarrena (en) (1913-1918)
- Claude Makélélé (2000-2004)
- Manolín (es) (1955-1956)
- Manolín Bueno (1959-1971)
- Marcelo (2006-2022)
- Marcos Llorente (2017-2019)
- Marquitos (1954-1962)
- Ramón Marsal (1955-1961)
- Martín Vázquez (1983-1990)
- Enrique Mateos (1953-1961)
- Steve McManaman (1999-2003)
- Miché (1958-1961)
- Míchel (1982-1996)
- Míchel Salgado (1999-2009)
- Vicente Miera (1961-1969)
- Miguel Ángel (1967-1986)
- Miguel Muñoz (1948-1958)
- Predrag Mijatović (1996-1999)
- Óscar Miñambres (2001-2007)
- Luis Molowny (1946-1957)
- Juan Monjardín (1919-1929)
- Álvaro Morata (2012-2017)
- Fernando Morientes (1997-2005)
- Pedro Munitis (2000-2002)
- Narro (es) (1948-1954)
- Joaquín Navarro (1949-1957)
- Günter Netzer (1974-1976)
- Joaquín Oliva (1950-1957)
- Manuel Olivares (1931-1934)
- Michael Owen (2004-2005)
- Mesut Özil (2010-2013)
- Pachín (1959-1968)
- Pahiño (1948-1953)
- Pantaleón (1959-1960)
- Christian Panucci (1997-1999)
- Miguel Pardeza (1983-1987)
- Francisco Pavón (2000-2007)
- Pazos (es) (1953-1954)
- Pedro Parages (1902-1909)
- Pepe (2007-2017)
- Pepillo II (1959-1962)
- Pereda (1958)
- Pérez-Payá (1953-1957)
- Pirri (1964-1980)
- Javier Portillo (2002-2005)
- Ferenc Puskás (1958-1967)
- Félix Quesada (en) (1922-1936)
- Jacinto Quincoces (1931-1942)
- Raúl (1992-2010)
- Raúl Bravo (2001-2007)
- Fernando Redondo (1994-2000)
- René Petit (1914-1917)
- Héctor Rial (1954-1961)
- Roberto Carlos (1996-2007)
- Rodríguez (es) (1953-1954)
- Ronaldo (2002-2007)
- Roque Olsen (1951-1957)
- Rubio (1955-1958)
- Sotero Aranguren (en) (1911-1918)
- Isidoro San José (1976-1986)
- Manuel Sanchís (1964-1971)
- Manuel Sanchís Jr (1983-2001)
- José Santamaría (1957-1966)
- Santillana (1971-1988)
- Juan Santisteban (1954-1964)
- Sávio (1997-2002)
- Clarence Seedorf (1996-1999)
- Seoane (1953-1956)
- Fernando Serena (1963-1968)
- Sergio Ramos (2005-2021)
- Sobrado (es) (1951-1954)
- Santiago Solari (2000-2005)
- Uli Stielike (1977-1985)
- Davor Šuker (1996-1999)
- Carlos Sutter (1956-1957)
- Ramón Tejada (1965-1966)
- Manuel Torres (1957)
- Jorge Valdano (1984-1987)
- Ruud van Nistelrooy (2006-2010)
- Raphaël Varane (2011-2021)
- Vázquez (es) (1953-1954)
- Manuel Velázquez (1958-1977)
- José Veloso (1965-1969)
- José Vicente (1960-1964)
- Víctor (1996-1998)
- José Vidal (1959-1963)
- Villa (1958-1959)
- Wilson (en) (1955-1956)
- Xabi Alonso (2009-2014)
- Ricardo Zamora (1930-1936)
- Iván Zamorano (1992-1996)
- José María Zárraga (1949-1962)
- Zé Roberto (1997-1998)
- Zinédine Zidane (2001-2006)
- Ignacio Zoco (1962-1974)

Le tableau suivant présente la liste des capitaines principaux du Real Madrid depuis 1902.